# Liste Münchner Straßennamen/G

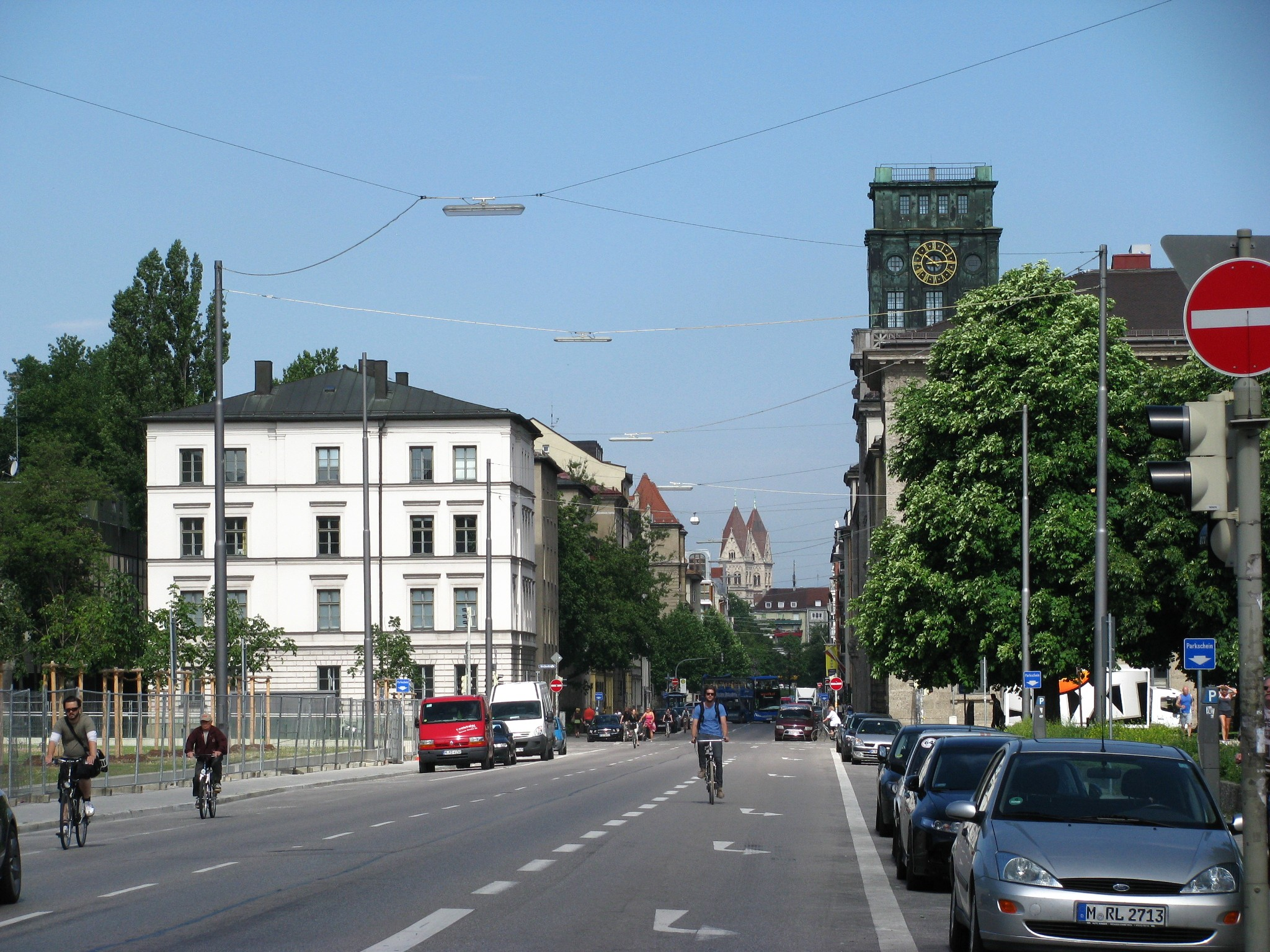
Gabelsbergerstraße im Bereich der Technischen Universität

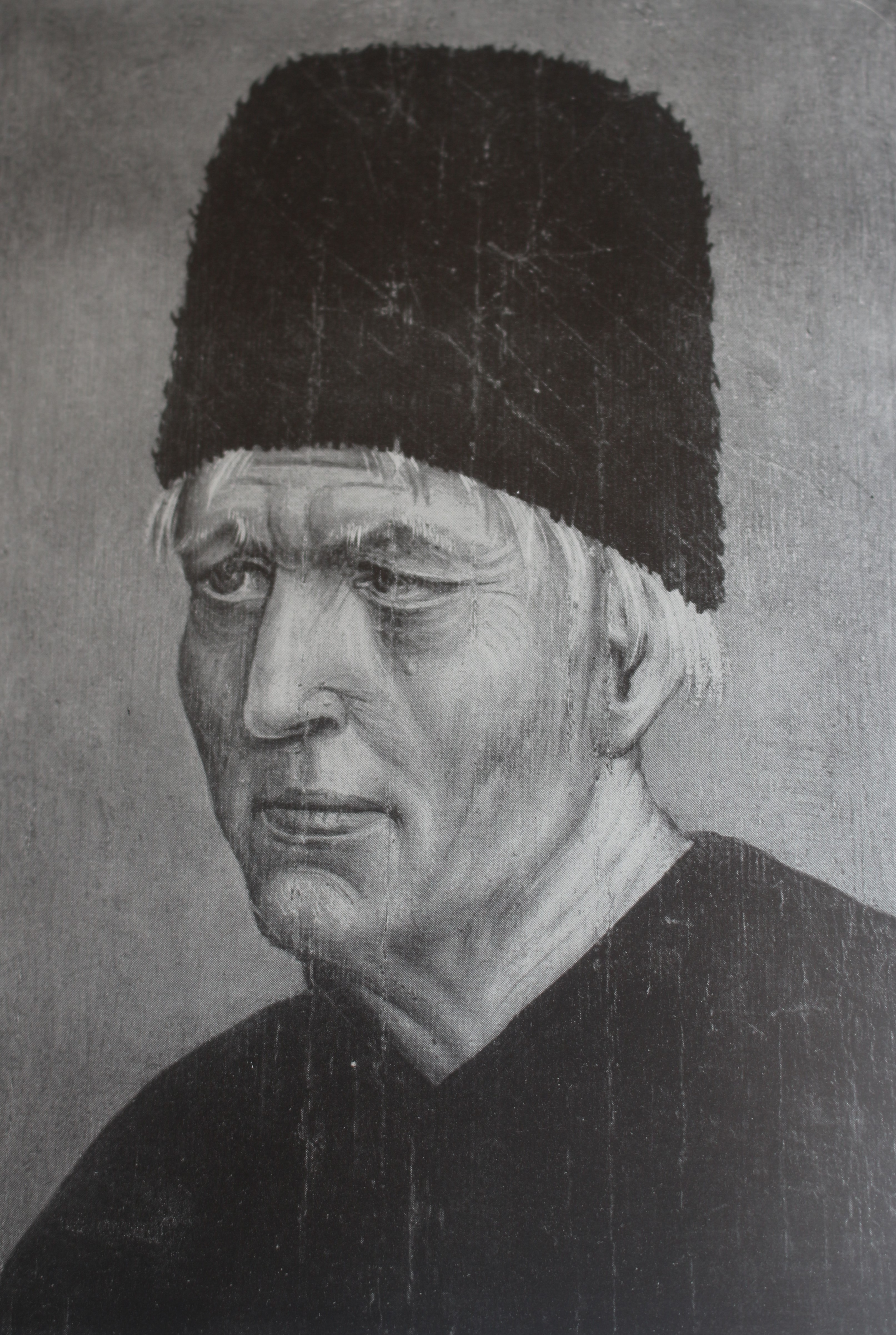
Jörg Ganghofer

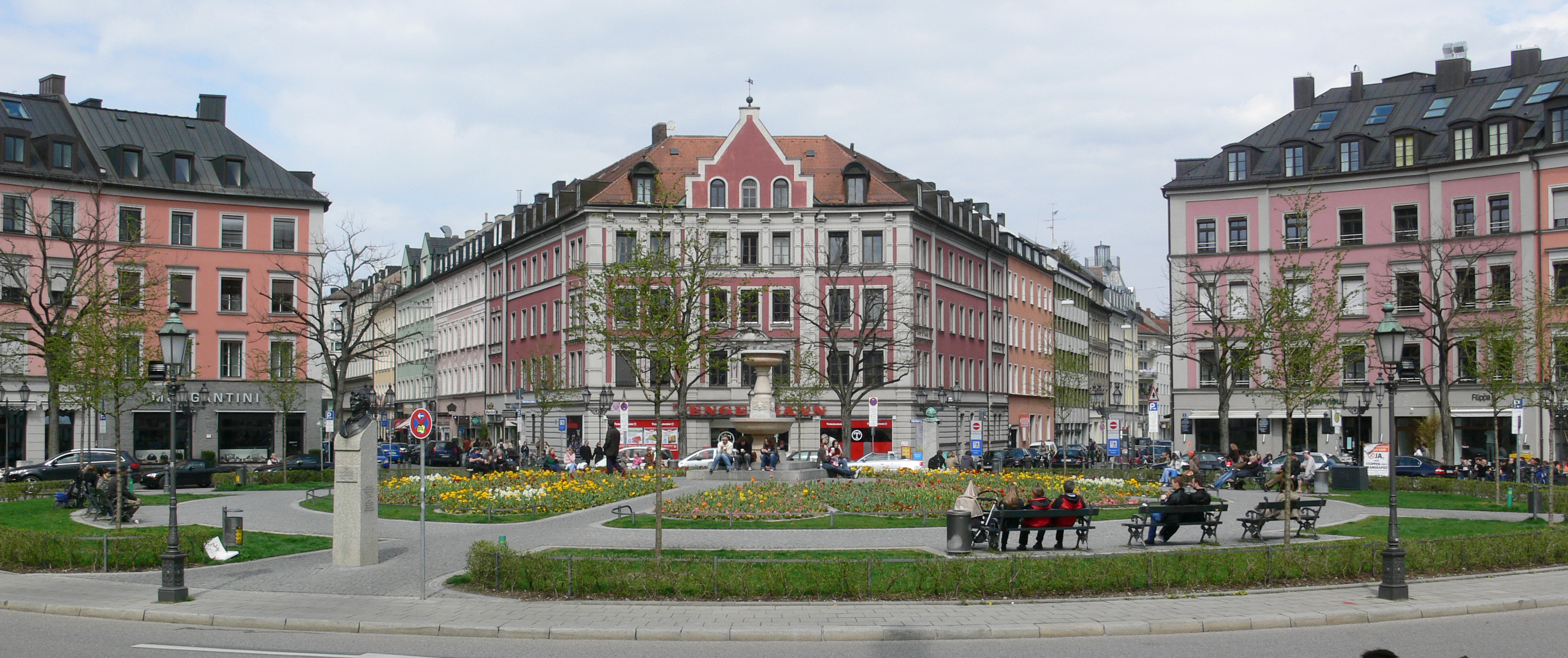
Gärtnerplatz

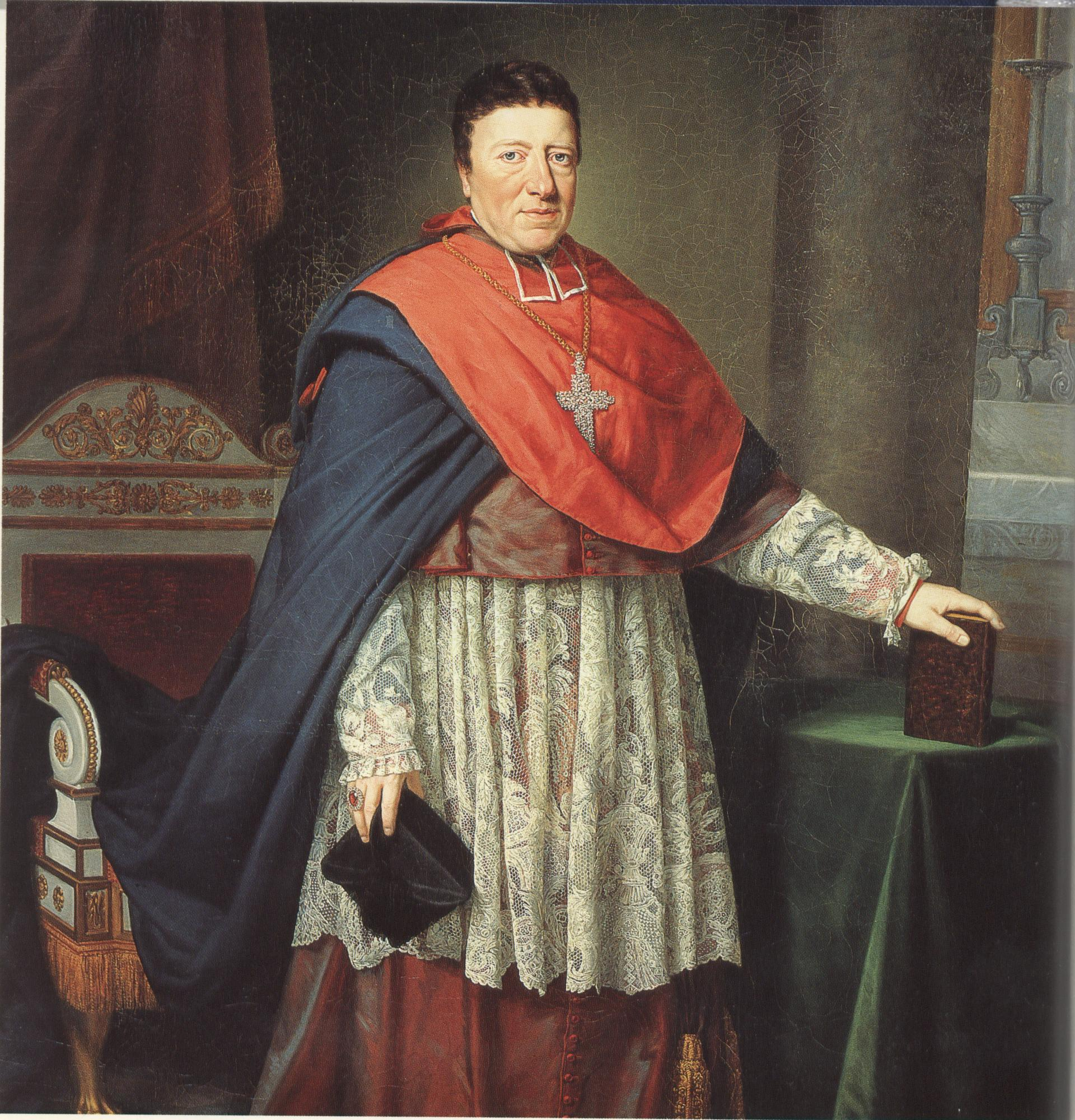
Lothar Anselm von Gebsattel

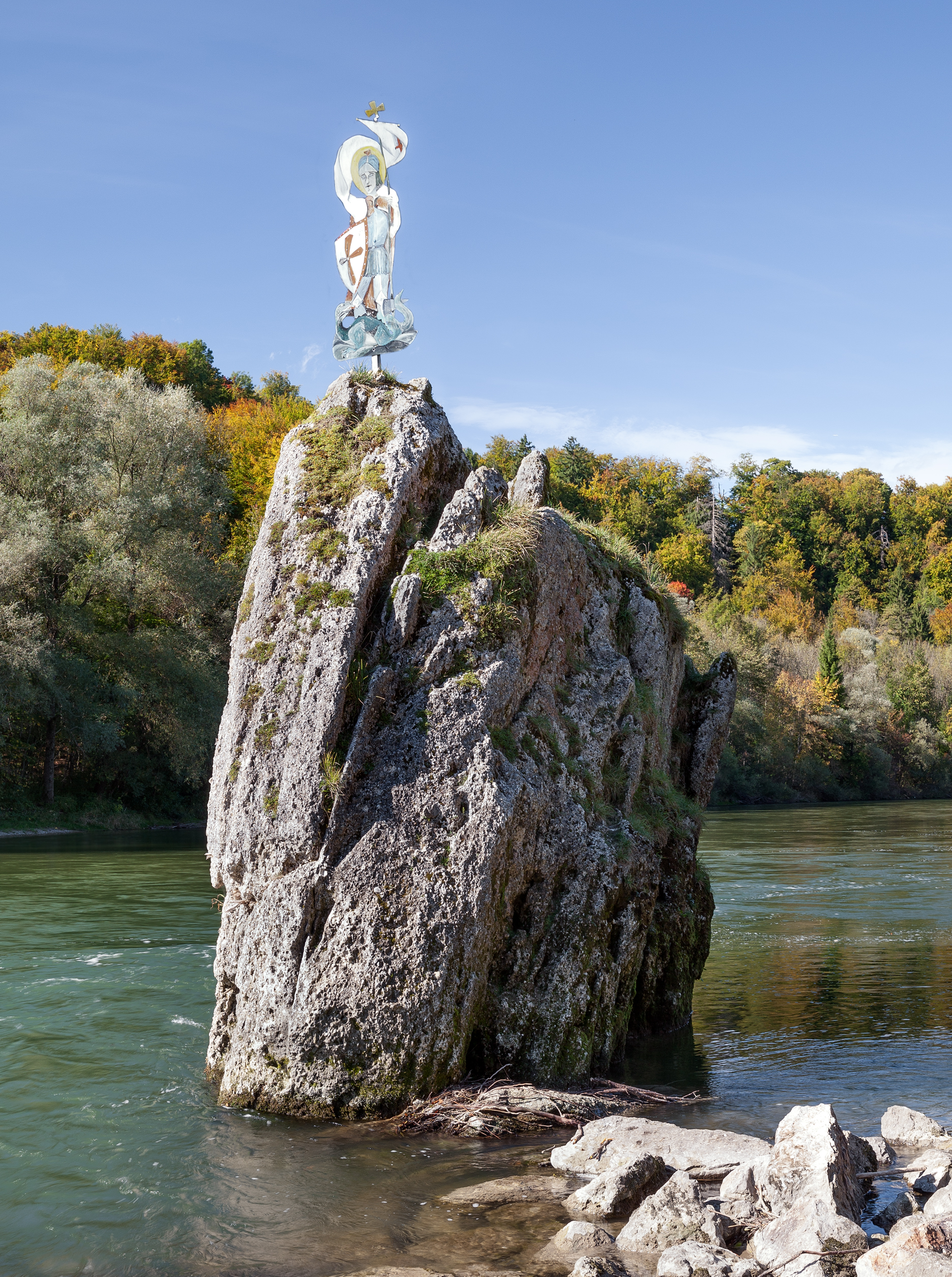
Georgenstein

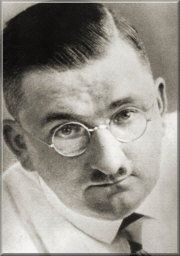
Fritz Gerlich

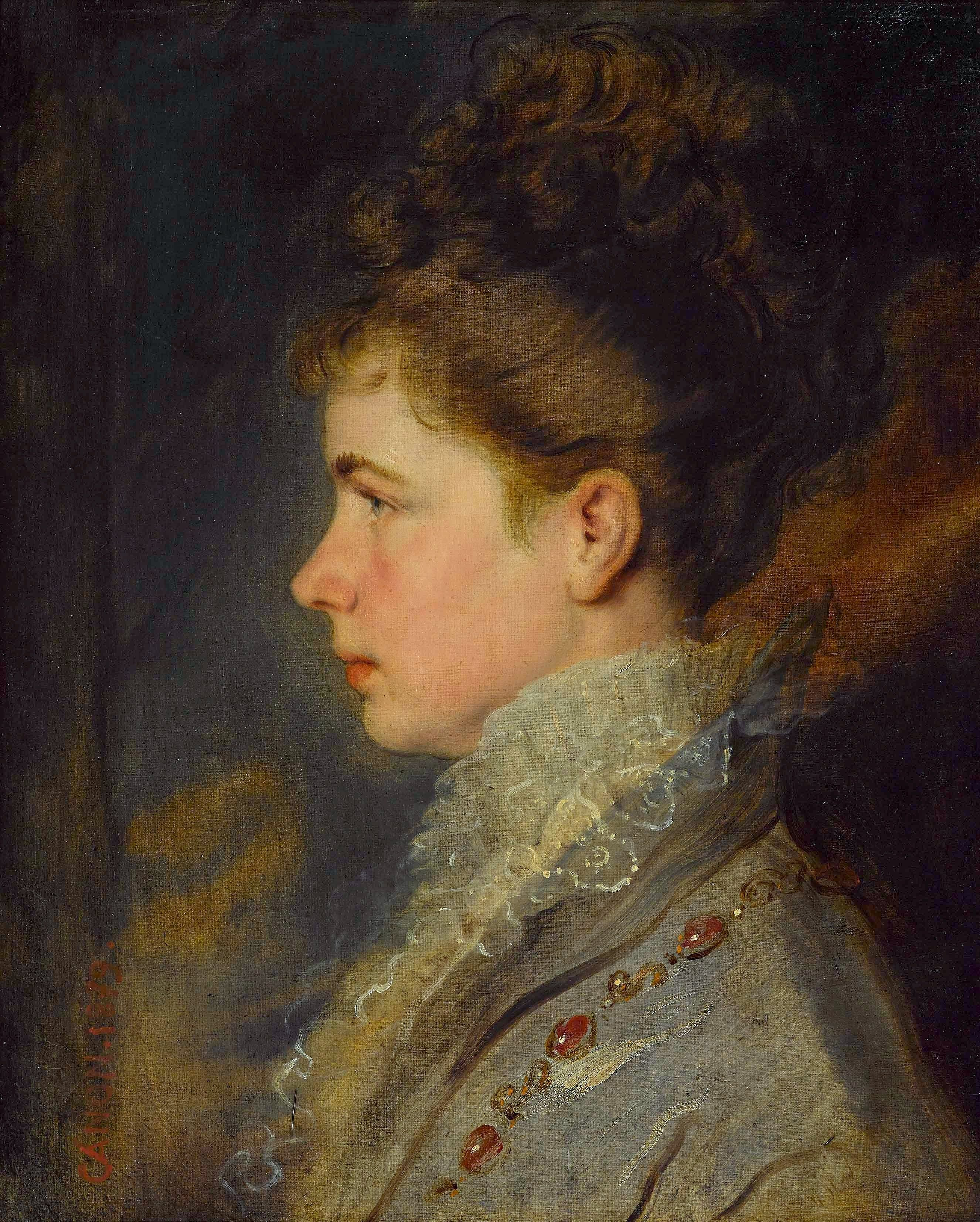
Gisela von Österreich

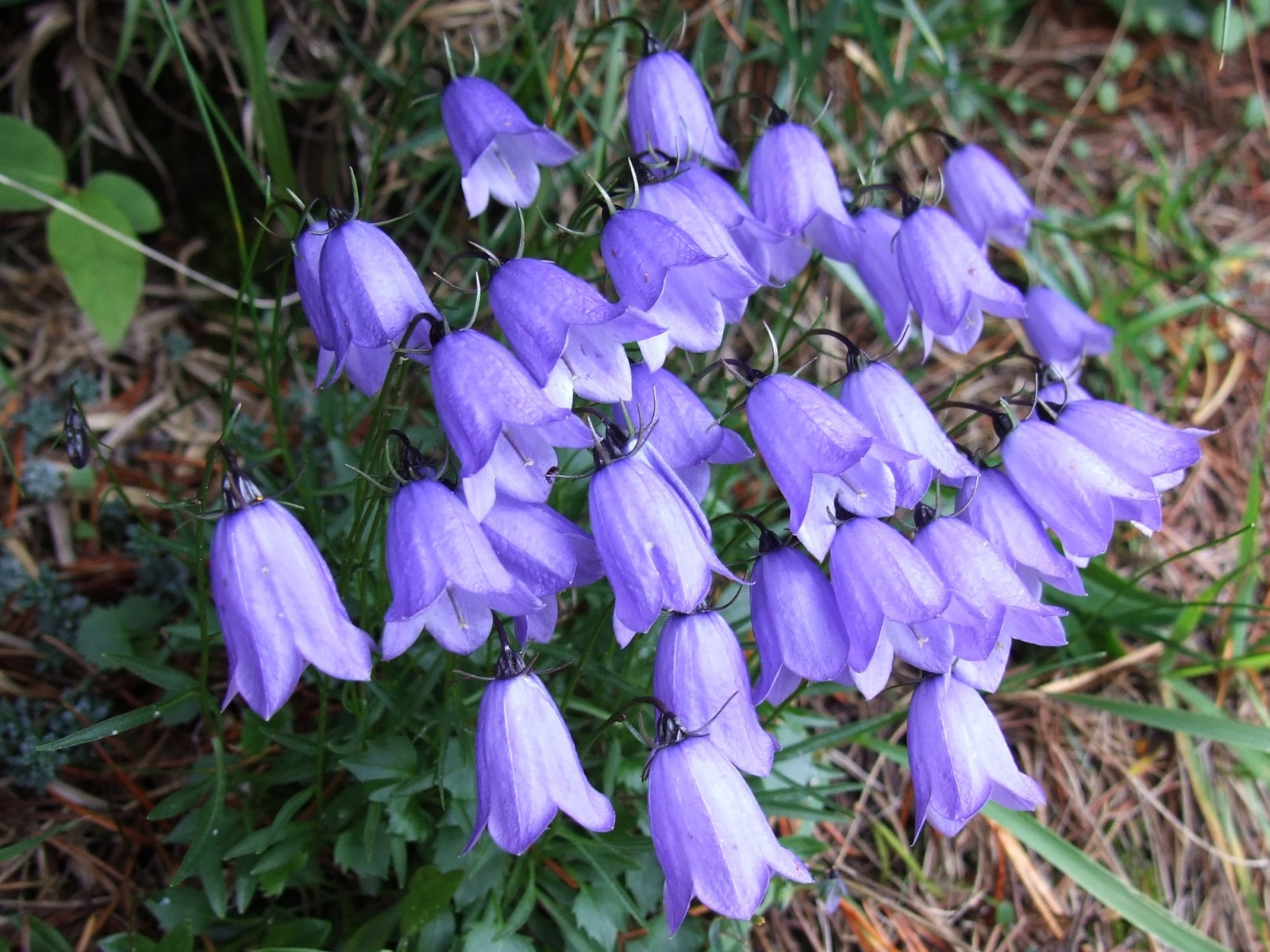
Glockenblumen

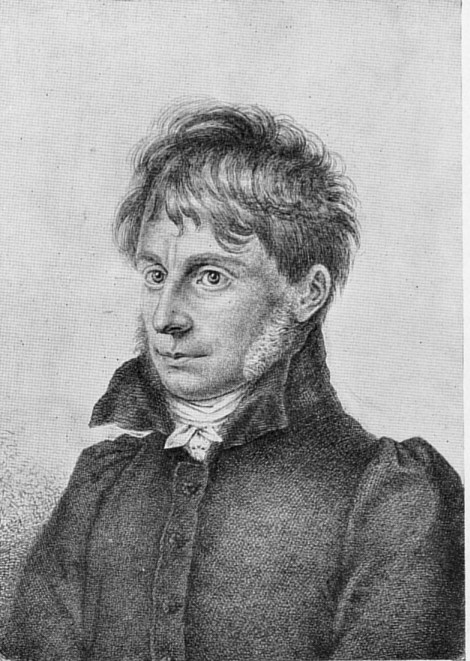
Joseph Görres

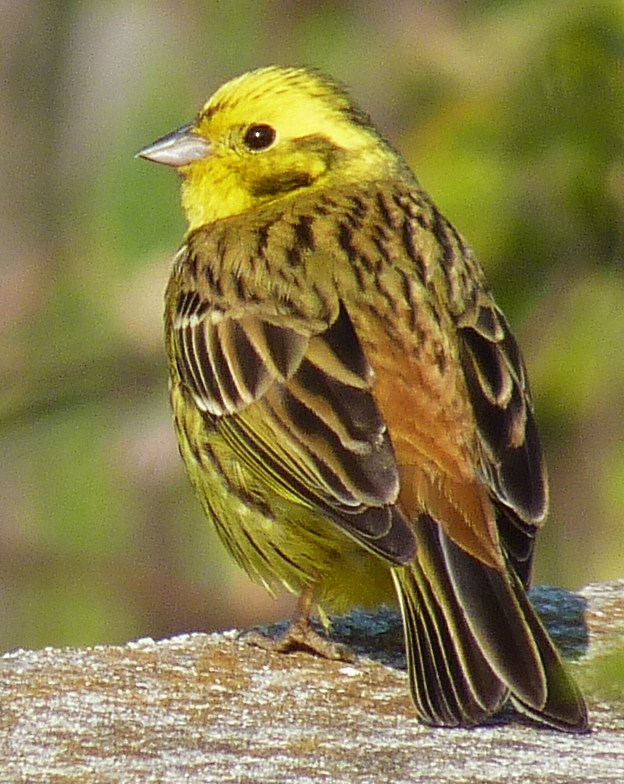
Goldammer

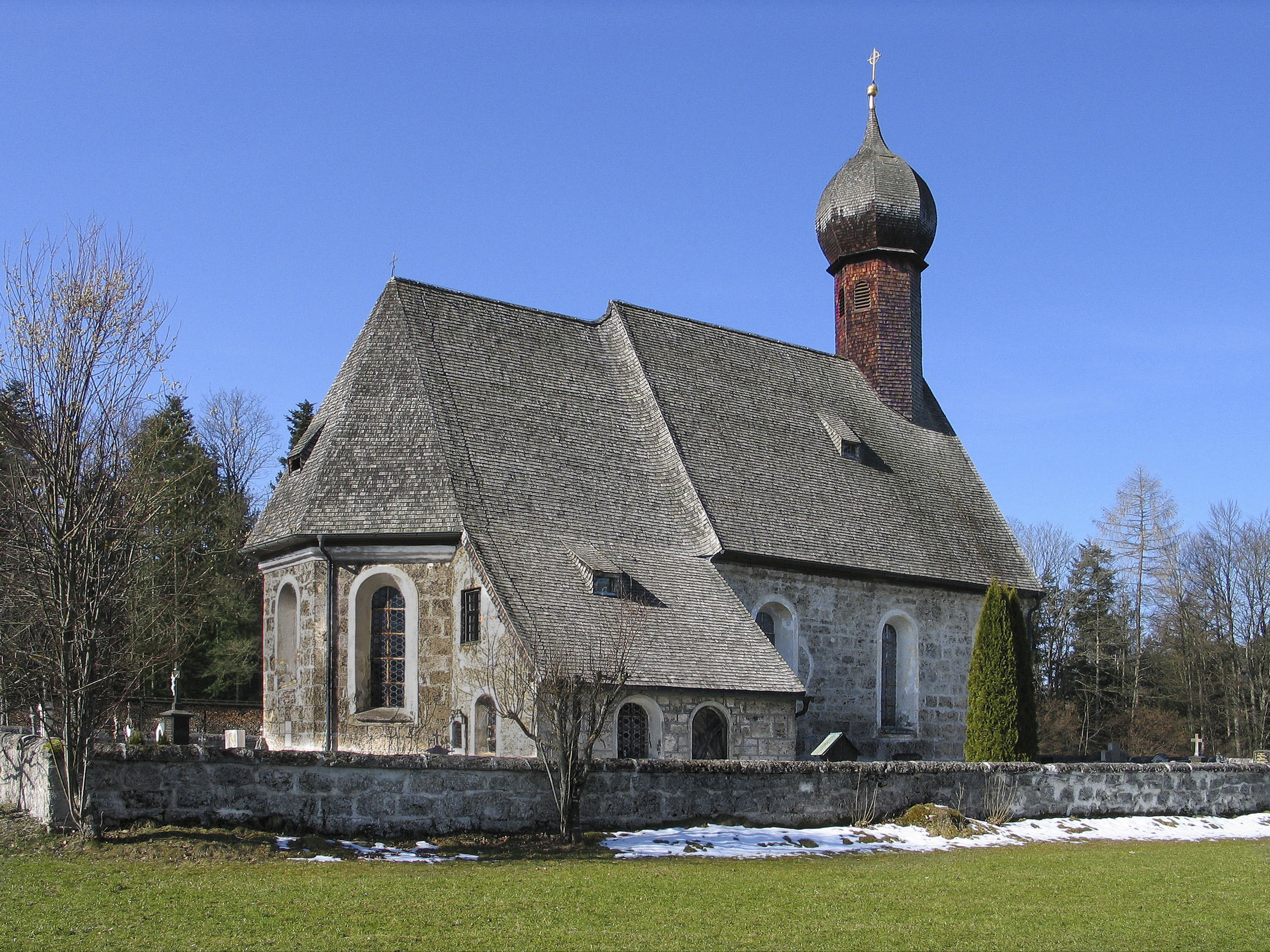
St. Jakobus der Ältere, Gotzing

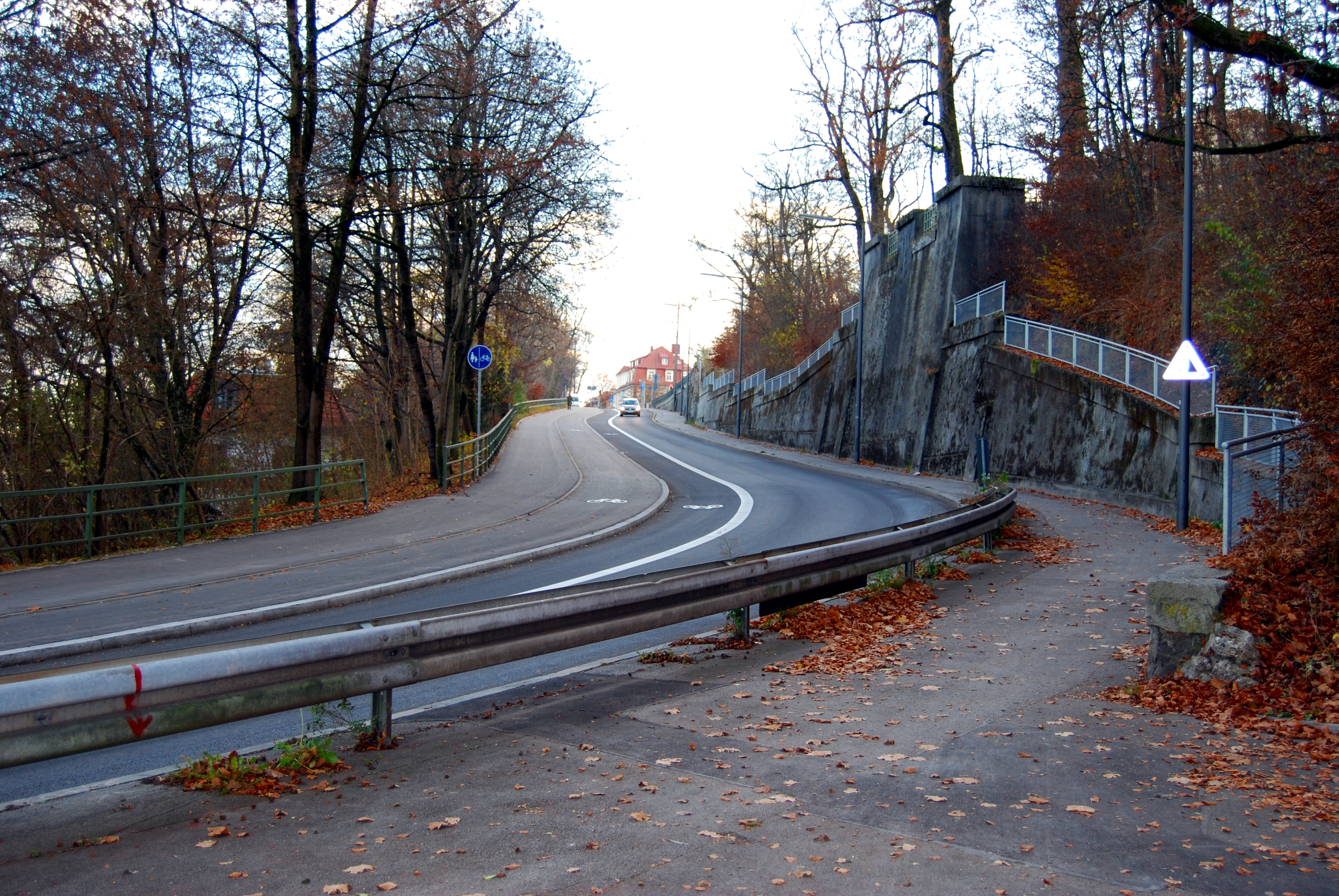
Greinerberg

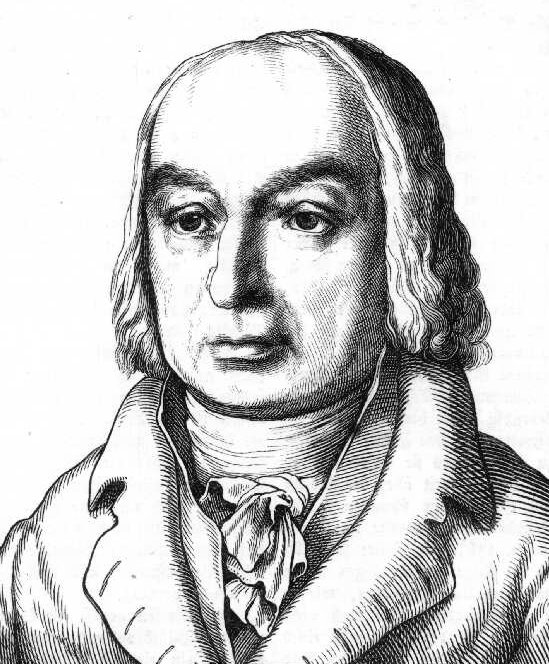
Franz von Paula Gruithuisen

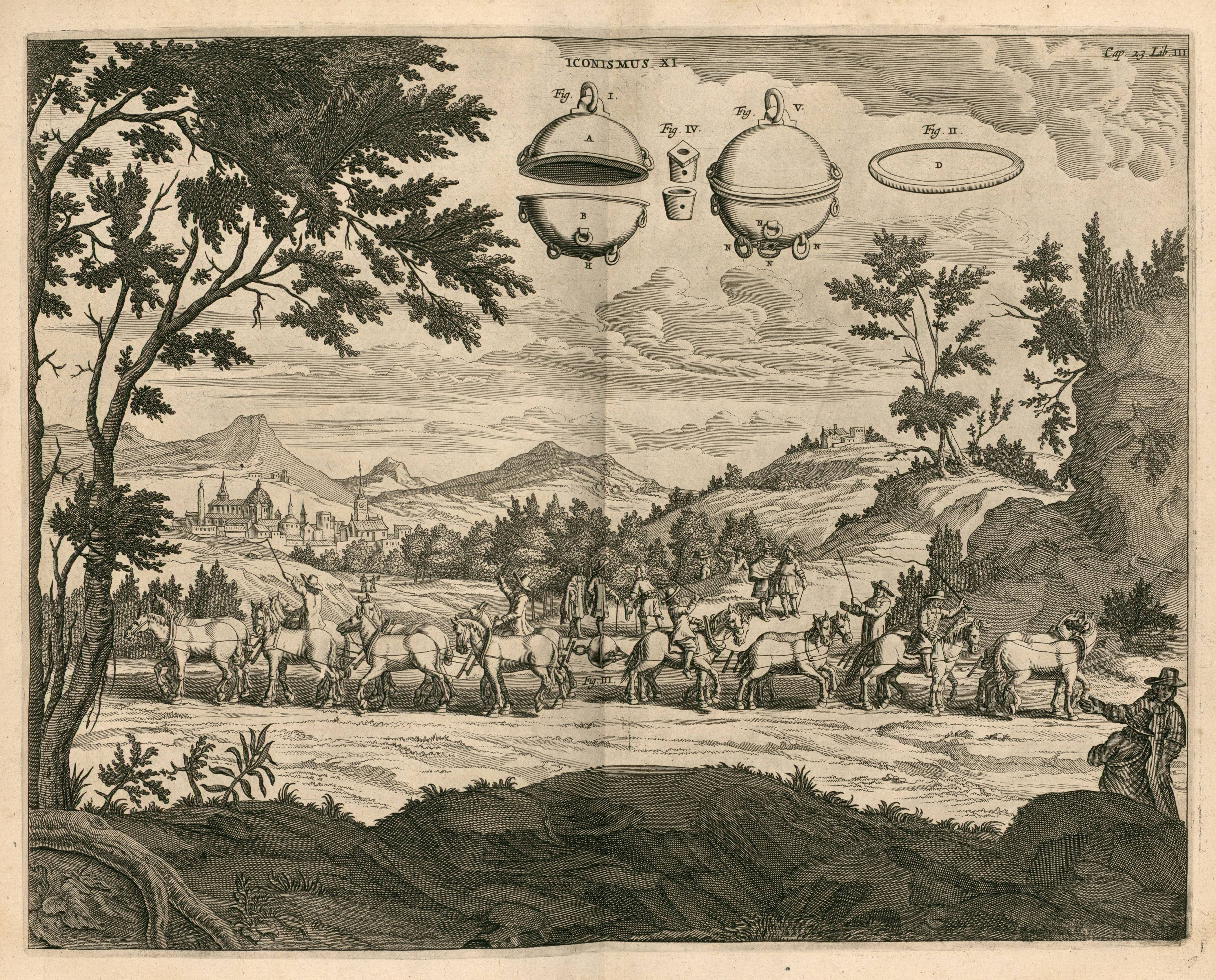
Das Vacuum-Experiment von 1654

Die Liste Münchner Straßennamen listet Namen von Straßen und Plätzen der bayerischen Landeshauptstadt München auf und führt dabei auch die Bedeutungen und Umstände der Namensgebung an. Aktuell gültige Straßenbezeichnungen sind in Fettschrift angegeben, nach Umbenennung oder Überbauung nicht mehr gültige Bezeichnungen in Kursivschrift.
Aufgrund der großen Anzahl Münchner Straßennamen ist die Liste in alphabetisch sortierte Unterlisten aufgeteilt.
Gabelsbergerstraße, Maxvorstadt
(1862) Franz Xaver Gabelsberger (1789–1849), Stenograf, Erfinder eines Kurzschriftsystems
Gaberlstraße, Großhadern
(1938) Großhaderner Familienname
Gablonzer Straße, Am Hart
(1954) Gablonz, vormaliger deutscher Name der nordtschechischen Stadt Jablonec nad Nisou, bekannt für seine Schmuckindustrie
Gabriele-Münter-Straße, Parkstadt Solln
(1964) Gabriele Münter (1877–1962), Malerin und Grafikerin
Gabrielenplatz,
Gabrielenstraße, Neuhausen
(1901) Marie Gabriele in Bayern (1878–1912), heiratete 1900 den Kronprinzen Rupprecht von Bayern
Gabriel-Max-Straße, Harlaching
(1914) Gabriel von Max (1840–1915), Maler, Professor für Historienmalerei an der Königlichen Akademie der Bildenden Künste zu München
Gaggenaystraße, Moosach
(1947) Gaggenay, Münchner Weinhändlerfamilie
Gaiglstraße, Maxvorstadt
(1890) Sebastian Gaigl (1797–1876), Besitzer einer Pfandleihanstalt, stiftete dem städtischen Waisenhaus 328 000 Goldmark
Gailenreuther Straße, Aubing
(1947) Burg Gaillenreuth bei Ebermannstadt im oberfränkischen Landkreis Forchheim
Gailkircherstraße, Obermenzing
(1947) Georg oder Johannes Gailkircher, Pfleger von Menzing
Gaisbergstraße, Haidhausen
(1900) Gaisberg, eine stark verteidigte Höhe bei Wissembourg (Weißenburg/Elsass), in den ersten Tagen des deutsch-französischen Krieges 1870/71 von bayerischen und preußischen Truppen eingenommen
Gaishoferstraße, Laim
(1929) Gaishofer, ein Münchner Ratsherrengeschlecht
Gaißacher Straße, Sendling
(1904) Gaißach, Ort bei Bad Tölz, dessen Einwohner sich 1705 am Oberländer Bauernaufstand gegen die österreichische Besatzung beteiligt hatten
Galeriestraße, Altstadt-Lehel
(um 1783) bis zur Eröffnung der Pinakotheken 1836 waren die staatlichen Gemäldesammlungen dort angesiedelt
Galileiplatz, Bogenhausen
(1906) Galileo Galilei (1564–1642), italienischer Universalgelehrter, Philosoph, Mathematiker, Physiker und Astronom
Gallmayerstraße, Au
(1898) Joseph Gallmayer (1716–1790), Mechaniker, Erfinder, fertigte eine Vielzahl von Maschinen unterschiedlichster Art, beispielsweise eine Uhr aus Holz mit Planeten und beweglichen Figuren, künstliche Glieder für Amputierte, Maschinen zur Trockenlegung von Sümpfen
Galopperstraße, Riem
(1968) nach der nahe gelegenen Galopprennbahn Riem
Galvanistraße,
(1918) 22. Stadtbezirk
Gammelsdorfer Straße, Berg am Laim
(1877) Gammelsdorf im Landkreis Freising
Gammelsdorfstraße,
(1879)
Gamsjochstraße,
Ganghoferstraße, Schwanthalerhöhe
(1878) Jörg von Halspach, genannt Jörg Ganghofer (* vor 1441; † 1488), Baumeister und Architekt der Spätgotik
Gänsbühel,
(1835) nun Raspstraße
Gänselieselstraße, Waldperlach
(1930) Gänseliesel, Märchenfigur
Ganzenmüllerstraße, Allach-Untermenzing
(1956) Theodor Ganzenmüller (1864–1937), Maschinenbau-Ingenieur mit dem Schwerpunkt Brauereitechnik. Professor an der Königlich Bayerischen Akademie für Landwirtschaft und Brauwesen in Weihenstephan
Garatshausener Straße, Obersendling
(1921) Garatshausen, Ortsteil der Gemeinde Feldafing im Landkreis Starnberg
Garchinger Straße, Alte Heide-Hirschau
(um 1921) Garching bei München, Stadt im Landkreis München
Gareisstraße, Am Hart
(1934) Karl von Gareis (1844–1923), Jurist und Fachautor, ab 1902 bis 1917 Professor in München
Garmischer Straße, Schwanthalerhöhe / Sendling-Westpark
(1925) Garmisch, Ortsteil des Marktes Garmisch-Partenkirchen und Kreishauptort
Garten im englischen,
(1835)
Gartenstadtstraße, Gartenstadt Trudering
(1932) Gartenstadt Trudering, 1917 gegründete Siedlung im Stadtteil Trudering, der 1932 nach München eingemeindet wurde
Gartenstraße, Schwabing-West
(1913) früher hier zahlreiche Gärten
Gartenstrasse obere,
(1835)
Gartenstrasse untere,
(1835)
Gärtnerplatz, Isarvorstadt
(1863) Friedrich von Gärtner (1791–1847), Architekt und Baumeister zahlreicher berühmter Gebäude in München
Gärtnerstraße, Moosach
(1913) ehemaliges Viertel von Blumen- und Gemüsegärtnern
Gärtnerweg,
(1879)
Gasparistraße, Solln
(1947) Giovanni Paolo Gaspari (1712–1775), italienischer Architekturmaler und Bühnenbildner. Zuvor hieß die Straße Eichenstraße.
Gassenfleckl, Freimann
(1950) alter Flurname
Gaßnerstraße, Nymphenburg
(1900) einer Familie Gaßner gehörte das Gelände, auf dem das Schloss Nymphenburg steht
Gasteig am,
(1835)
Gasteigstrasse,
(1832)
Gatterburgstraße, Laim
(1938) Gatterburg, 1817 erbautes Schloss im Münchner Stadtteil Pasing, beherbergt heute Büroräume
Gaußstraße, Bogenhausen
(1910) Carl Friedrich Gauß (1777–1855), deutscher Mathematiker, Astronom, Physiker und Geodät. Professor in Göttingen
Gauthierstraße,
(1918) 19. Stadtbezirk
Gautinger Straße, Fürstenried
(1921) Gauting, Gemeinde im Landkreis Starnberg
Gebelestraße, Bogenhausen
(1914) Joseph Gebele (1853–1910), Lehrer an verschiedenen Münchner Schulen, Verfasser von Büchern zum Thema Schulwesen in München sowie zur Geschichte der Aufklärung in Bayern
Gebhardweg, Obermenzing
(1947) Gebhard von Menzingen, Ortsadeliger, genannt in einer Urkunde von 1247
Gebrüder-Ott-Weg, Pasing
(1985) Martin (1883–1957) und Valentin Ott (1886–1971), Architekten und Künstler, errichteten zahlreiche Bauten in Pasing und Obermenzing
Gebsattelstraße, Au
(1897) Lothar Anselm von Gebsattel (1761–1846), erster Erzbischof von München und Freising
Gedingweg, Lochhausen
(1966) alter Flurname
Gedonstraße, Schwabing
(1897) Lorenz Gedon (1844–1883) Bildhauer, Innenarchitekt des Neoklassizismus und des Neobarock
Gehrenäckerweg, Lochhausen
(1952) Flurname, vielleicht zurückzuführen auf Ger bzw. Gehr = keilförmig zulaufende Flur
Gehwolfweg, Harlaching
(1982) Annemarie Gehwolf (1920–1978), stiftete ca. 400.000 DM für das Münchner Kindl-Heim
Geibelstraße, Bogenhausen
(1899) Emanuel Geibel (1815–1884), deutscher Lyriker, dessen Gedichte von Komponisten wie Robert Schumann, Hugo Wolf oder Felix Mendelssohn Bartholdy zu Liedern vertont wurden
Geierstrasse,
(1832)→ Geyerstraße
Geigelsteinstraße, Berg am Laim
(1920) Geigelstein, 1808 m hoher Berg der Chiemgauer Alpen
Geigenbergerstraße, Parkstadt Solln
(1955) Otto Geigenberger (1881–1946), Maler der Münchener Secession
Geigerplatz,
(1918) 25. Stadtbezirk
Geigerstraße, Laim
(1936) Tobias Geiger (1575–um 1658), Arzt aus Rosenheim, 1601 Stadtarzt in München, Oberfeldarzt der bayerischen Armee
Geiselgasteigstraße, Harlaching
(1900) Geiselgasteig, Ortsteil der Gemeinde Grünwald
Geisenbrunner Straße, Fürstenried
(1921) Geisenbrunn, Ortsteil der Gemeinde Gilching im Landkreis Starnberg
Geisenfelder Straße, Laim
(1922) Geisenfeld, Stadt im oberbayerischen Landkreis Pfaffenhofen an der Ilm
Geisenhausenerstraße, Obersendling
(1934) Geschlecht der bereits 980 ausgestorbenen Grafen von Geisenhausen aus der Gegend von Landshut
Geißblattstraße, Lerchenau
(1947) Geißblattgewächse, Pflanzenfamilie in der Ordnung der Kardenartigen
Geitauer Straße, Thalkirchen
(1925) Geitau, Ortsteil der Gemeinde Bayrischzell im Landkreis Miesbach
Geitnerweg, Waldtrudering
(1947) Melchior Geitner (1869–1945), Truderinger Bürger
Gelbhofstraße, Großhadern
(1958) Gelbhof, ein Haderner Hofname
Gelfratstraße, Neuhausen
(1929) Gelfrat, eine Sagengestalt aus dem Nibelungenlied
Gellertstraße, Herzogpark
(1914) Christian Fürchtegott Gellert (1715–1769), deutscher Dichter und Moralphilosoph
Geltinger Straße, Obersendling
(1929) Gelting, 1978 nach Geretsried eingemeindeter Ortsteil im Landkreis Bad Tölz-Wolfratshausen
Gemingstraße, Daglfing
(1930) Gustav Geming (1837–1893), Münchner Humorist und Schriftsteller
General-Kalb-Weg, Siedlung am Perlacher Forst
(1956) Johann von Kalb (1721–1780), deutsch-französischer General, kämpfte während der amerikanischen Revolution gegen die Briten und fiel in der Schlacht von Camden (South Carolina)
Genfer Platz, Forstenried
(1960) Genf, Hauptort des gleichnamigen französischsprachigen Kantons der Schweiz
Genoveva-Schauer-Platz, Haidhausen
(1998) Genoveva Schauer (1898–1962), Inhaberin einer Teppichweberei, ab 1953 SPD-Stadträtin
Genovevaweg, Laim
(1957) Genoveva Winkler (1831–1908), 40 Jahre lang Erzieherin der Pasinger Kinder, alternativ nach dem Genovevaspiel, dem einst in Bayern beliebtesten Volksstück
Genter Straße, Schwabing
(1921) Gent, Hauptstadt der belgischen Region Ostflandern
Gentzstraße, Schwabing-West
(1898) Karl Gentz (1840–1896), Schreinermeister, der eine Stiftung errichtete
Georg-Angermair-Straße, Obermenzing
(2000) Georg Angermair (1910–1957), von der amerikanischen Besatzungsverwaltung nach dem Zweiten Weltkrieg eingesetzter Bürgermeister in Obermenzing
Georg-Birk-Straße, Schwabing-West
(2011) Georg Birk (1839–1924), Gastwirt, Mitglied im Münchner Gemeinderat, Landtagsabgeordneten und Reichstagsabgeordneter der SPD
Georg-Böhmer-Straße, Aubing
(1947) Georg Böhmer (1875–1943), 1912–1922 katholischer Pfarrer in Aubing
Georg-Brauchle-Ring, Schwabing-West/Milbertshofen
(1971) Georg Brauchle (1915–1968), von 1960 bis zu seinem frühen Tod 1968 Zweiter Bürgermeister Münchens
Georg-Deschler-Platz, Neupasing
(1947) Georg Deschler (1888–1929), Gewerkschafter und Pasinger Stadtrat
Georg-Elser-Platz, Maxvorstadt
(1996) Georg Elser (1903–1945), Widerstandskämpfer gegen den Nationalsozialismus, ermordet im KZ Dachau
Georg-Freundorfer-Platz, Schwanthalerhöhe
(1983) Georg Freundorfer (1881–1940), Komponist, Zitherspieler
Georg-Gradel-Weg, Neupasing
(1994) Georg Gradel (1884–1950), Pasinger Stadtrat (SPD), Vorstand einer Pasinger Wohnungsgenossenschaft
Georg-Habel-Straße, Pasing
(1947) Georg Habel (1835–1927), Vorsteher des Pasinger Bahnhofs
Georg-Hager-Straße, Sendling-Westpark
(1983) Georg Hager (1863–1941), Kunsthistoriker, ab 1908 Leiter des Vorgängers des heutigen Bayerischen Landesamtes für Denkmalpflege
Georg-Hallmaier-Straße, Sendling
(1898) Georg Hallmaier, Bierbrauer im Tal zu München, nahm 1705 am Aufstand gegen die österreichische Besatzung teil
Georg-Hann-Straße, Obermenzing
(1956) Georg Hann (1897–1950), österreichischer Opernsänger, ab 1927 an der Bayerischen Staatsoper
Georg-Heberer-Straße, Hadern
(2018) Georg Heberer (1920–1999), Chirurg mit Vorreiterrolle in der Gefäß- und Koronarchirurgie
Georg-Hirth-Platz, Ludwigsvorstadt-Isarvorstadt
(1917) Georg Hirth (1841–1916), Statistiker, volkswirtschaftlicher Schriftsteller, Journalist und Verleger
Georg-Jais-Straße, Pasing
(1947) Georg Jais (1831–1911), Lehrer in Pasing
Georg-Kainz-Straße, Moosach
(1990) Georg Kainz (1901–1979), Vorsitzender des Bezirksausschusses Neuhausen-Moosach
Georg-Kerschensteiner-Straße, Riem
(2000) Georg Kerschensteiner (1854–1932), Pädagoge, Stadtschulrat, Begründer der Arbeitsschule, insbesondere der Berufsschule
Georg-Kirmair-Gasse, Lochhausen
(1958) Georg Kirmaier (1596–1670), katholischer Pfarrer zu Lochhausen
Georg-Kronawitter-Platz, Altstadt-Lehel
(2018) Georg Kronawitter (1928–2016), langjähriger Oberbürgermeister und Ehrenbürger von München
Georg-Lindau-Straße, Neuhausen
(2007) Georg Lindau (1816–1895), 1870 bis 1875 Bürgermeister von Neuhausen
Georg-Lotter-Weg, Laim
(2011) Georg Lotter (1878–1949), Ingenieur und Konstrukteur von Elektrolokomotiven
Georg-Mauerer-Weg, Lerchenau
(1965) Georg Mauerer (1868–1957), SPD-Abgeordneter in der Weimarer Nationalversammlung, Mitbegründer der Münchener Volksbühne
Georg-Maurer-Straße, Freiham
(2006) Georg Maurer (Mediziner) (1909–1980), deutscher Arzt und CSU-Kommunalpolitiker, begründete 1967 die Errichtung der Fakultät für Medizin am Klinikum rechts der Isar und wurde dort Medizinischer Direktor der Chirurgie
Georg-Meisenbach-Straße, Giesing
(1987) Georg Meisenbach (1841–1912), Unternehmer, Erfinder des Glasgravurrasters und der Autotypie
Georg-Mooseder-Straße, Moosach
(2013) Georg Mooseder (1922–2008), Heimatforscher, Gründer einer Stiftung zur Förderung des Denkmalschutzes und der Heimatpflege in Bayern
Georg-Muche-Straße, Freimann
(2001) Georg Muche (1895–1987), Maler und Grafiker, Lehrer am Bauhaus
Georg-Pickl-Weg, Lerchenau
(1986) Georg Pickl (1904–1969), Bezirksausschuss-Vorsitzender
Georg-Reismüller-Straße, Allach
(1957) Georg Reismüller (1882–1936), Sinologe, Generaldirektor der Bayerischen Staatsbibliothek
Georg-Riedmeier-Weg, Au
(2017) Georg Riedmeier (1917–1974), Friseur, aktiv in der Widerstandsgruppe um Johann Fried
Georg-Schätzel-Straße, Maxvorstadt
(1967) Georg Schätzel (1875–1934), Jurist, Politiker der Bayerischen Volkspartei, Reichspostminister in der Weimarer Republik
Georg-Strebl-Straße, Solln
(1947) Georg Strebl (1857–1933), Bürger der Gemeinde Solln. Zuvor hieß sie Streblstraße.
Georg-Thiele-Straße, Alt-Riem
(1937) Georg Thiele (1880–1914), Marineoffizier, Korvettenkapitän
Georg-von-Mayr-Straße, Am Hart
(1927) Georg von Mayr (1841–1925), Statistiker und Volkswirt, 1913 wurde er Rektor der Ludwig-Maximilians-Universität in München
Georg-Wachinger-Weg, Pasing
(1981) Georg Wachinger (1875–1927). katholischer Stadtpfarrer in Pasing
Georg-Winkler-Straße, Feldmoching
(1947) Georg Winkler (1869–1888), deutscher Alpinist, am Weisshorn in den Walliser Alpen verunglückt
Georg-Wopfner-Straße, Freimann
(1931) Georg Wopfner (1870–1933), Reichsbahndirektor, der sich in München um Bau und Erhalt der Eisenbahner-Siedlungen, u. a. verdient machte
Georg-Zech-Allee, Feldmoching
(1981) Georg Zech (1913–1979), Schmied in Feldmoching
Georgenschwaigstraße, Milbertshofen
(1913) 1764 erstmals genannte Siedlung St. Georgenschwaige, wo 1826 ein noch heute bestehender Freibadebetrieb aufgenommen wurde
Georgensteinstraße, Thalkirchen
(1953) Georgenstein, ein Felsblock in der Isar südlich von München
Georgenstraße, Maxvorstadt, Schwabing-Freimann
(1856) führte zur Georgenschwaige, einem früheren Hofgut des Klosters Schäftlarn
Georginenstraße, Blumenau
(1947) Georginen, heute meist Dahlien genannte Pflanzengattung in der Familie der Korbblütler
Georgsplatz St.,
(1918)
Georgsplatz St.,Alter,
(1918)
Geranienstraße, Großhadern
(1938) Geranien oder Storchschnäbel, Pflanzengattung
Gerastraße, Moosach
(1959) Gera, drittgrößte Stadt in Thüringen
Gerberau, Allach-Untermenzing
(1957) Heinrich Gerber (1832–1912), Bauingenieur und Erfinder des Gerberträgers
Gerblstraße, Thalkirchen
(1965) Eugen Gerbl (1847–1901), Bürgermeister der früher selbständigen Gemeinde Thalkirchen
Gerblweg, Thalkirchen
(1965) siehe vorstehend; Fußweg, an die Gerblstraße anschließend
Geretsrieder Straße, Obersendling
(1982) Geretsried, Stadt im oberbayerischen Landkreis Bad Tölz-Wolfratshausen
Gerhardingerweg, Waldtrudering
(1962) Karolina Gerhardinger (1797–1879), Ordensschwester, 1985 seliggesprochen, Gründerin der Kongregation der Armen Schulschwestern von Unserer Lieben Frau
Gerhardstraße, Untergiesing
(1898) Hubert Gerhard (um 1540–1620), niederländischer Renaissance-Bildhauer (u. a. Wittelsbacherbrunnen in der Münchner Residenz)
Gerhard-Winkler-Weg, Obermenzing
(1980) Gerhard Winkler (1906–1977), Komponist von Unterhaltungsmusik, Filmmusik und Operetten
Gerhart-Hauptmann-Ring, Neuperlach
(1971) Gerhart Hauptmann (1862–1946) Schriftsteller, Dramatiker
Gerlachweg, Untermenzing
(1945) Andreas Christian Gerlach (1811–1877), Tierarzt und tiermedizinischer Schriftsteller, Direktor der Tierarzneischule in Berlin
Gerlichstraße, Obermenzing
(1947) Fritz Gerlich (1883–1934), Journalist und Archivar, der Widerstand gegen den Nationalsozialismus leistete und im KZ Dachau starb
Gerlosstraße, Berg am Laim
(1925) Gerlos, kleine Gemeinde in Tirol am Gerlospass zwischen Tirol und dem Bundesland Salzburg
Germaniastraße, Münchner Freiheit
(1890) Germania, einst die Personifikation der Völker Germaniens, später Sinnbild des deutschen Nationalstaats
Germeringer Weg, Freiham
(1942) Germering, Stadt im Landkreis Fürstenfeldbruck
Germersheimer Straße, Ramersdorf
(1923) Germersheim, Kreisstadt in der Südpfalz, bis 1946 zu Bayern gehörig
Gerner Straße, Neuhausen
(1899) Gern, ältester Ortsteil Neuhausens, einst Lehen der Bischöfe von Freising
Gernerweg,
(1918) nun Klugstraße
Gernotstraße, Schwabing-West
(1925) Gernot, männlicher Vorname, besonders aber Sagengestalt aus dem Nibelungenlied
Gerokstraße, Sendling-Westpark
(1924) Karl von Gerok (1815–1890), evangelischer Theologe und Lyriker, Oberhofprediger und Prälat in Stuttgart
Geroldseckstraße, Neuhadern
(1951) Burg Geroldseck, mittelalterliche Festung in Kufstein/Tirol
Geroltstraße, Schwanthalerhöhe
(1904) Gerolt, altes Münchner Patriziergeschlecht
Gerstäckerstraße, Waldtrudering
(1934) Friedrich Gerstäcker (1816–1872), Reiseschriftsteller
Gertraudenstraße, Waldtrudering
(1937) Gertraud, weiblicher Vorname
Gertrud-Bäumer-Straße, Oberwiesenfeld
(1989) Gertrud Bäumer (1873–1954), Frauenrechtlerin, Politikerin, gründete 1919 die Deutsche Demokratische Partei
Gertrud-Grunow-Straße, Schwabing
(2011) Gertrud Grunow (1870–1944), Opernsängerin, Pianistin und Meisterin am Bauhaus in Weimar
Gertrud-Kückelmann-Weg, Neuperlach
(1981) Gertrud Kückelmann (1929–1979), Bühnen- und Filmschauspielerin sowie Synchronstimme
Gertrud-von-Le-Fort-Weg, Englschalking
(1983) Gertrud von le Fort (1876–1971), Schriftstellerin
Gerty-Spies-Straße, Sendling-Westpark
(2016) Gerty Spies (1913–1997), jüdische Schriftstellerin, überlebte das KZ Theresienstadt, in das sie 1942 deportiert wurde.
Geschwister-Löb-Straße, Lerchenau
(1969) Geschwister Theodora, Lina, Ernst, Georg und Robert Löb, Ordensschwestern bzw. -brüder der Trappisten. Sie wurden im August 1942 im KZ Auschwitz umgebracht, Hans Löb, der Jüngste starb 1945 im KZ Buchenwald.
Geschwister-Scholl-Platz, Maxvorstadt
(1946) Geschwister Scholl, Mitglieder der Widerstandsgruppe Weiße Rose
Geßlerstraße, Laim
(1901) Vinzenz Geßler, Augustinerpater, eine der Geiseln, die München im Dreißigjährigen Krieg den Schweden stellte, um einer Plünderung zu entgehen
Gewürzmühlstraße, Lehel
(vor 1830) nach einer 1600 dort errichteten Gewürzmühle
Geyerspergerstraße, Laim
(1901) Johann Geyersperger, Gastwirt, eine der Geiseln, die München im Dreißigjährigen Krieg den Schweden stellte, um einer Plünderung zu entgehen
Geyerstraße, Isarvorstadt
(1904) Dominikus Geyer, kurfürstlicher Rat und Leibchirurg im 18. Jahrhundert
Gibichungenstraße,
(1918) 23. Stadtbezirk
Giechstraße, Aubing
(1947) Giechburg, Halbruine einer Höhenburg bei Scheßlitz im Landkreis Bamberg
Giesebrechtstraße, Obere Au
(1908) Wilhelm von Giesebrecht (1814–1889), deutscher Historiker, 1862 beständiger Sekretär der Historischen Kommission und Professor der Geschichte in München
Giesingerbahnhofplatz,
(?)
Giesinger Bahnhofplatz, Obergiesing
(1901) Bahnhof Giesing
Giesinger Bahnhofstraße, Obergiesing
(1965) zum 1898 errichteten Bahnhof Giesing führende Straße
Giesingerberg,
(1918)
Giesinger Berg, Obergiesing
(1894) führt auf das Isarhochufer nach Obergiesing
Giesingerweg,
(1876)
Gießerstraße.
(1918) 18. Stadtbezirk
Gießerweg, Westend
(1966) Gießer, Münchner Ratsherrengeschlecht
Gietlstraße, Obergiesing
(1896) Franz Xaver von Gietl (1803–1888), Arzt, Leibarzt von König Maximilian II. und Ehrenbürger von München
Giggenbacherstraße, Lochhausen
(1957) Anna Giggenbacher (um 1730), Bäuerin und Stifterin aus Lochhausen
Giglgässchen,
(1835)
Giglweg, Aubing
(1947) Josef Gigl (1813–1879), ab 1849 katholischer Pfarrer von Aubing, Wohltäter der Armen
Gilchinger Straße, Altaubing
(1976) Gilching, Gemeinde im oberbayerischen Landkreis Starnberg
Gilgstraße, Solln
(1949) Gilg, alte Sollner Bauernfamilie.
Gilmstraße, Sendling-Westpark
(um 1937) Hermann von Gilm zu Rosenegg (1812–1864), österreichischer Jurist und Dichter
Gindelalmstraße, Neuharlaching
(1932) Gindelalm, zwischen Schliersee und Tegernsee gelegene Alm
Ginhardtstraße, Nymphenburg
(1899) Johann Ginhardt (1841–1927), Bauingenieur
Ginsterweg, Großhadern
(1947) Ginster, Pflanzengattung
Giselastraße,
(1873) Gisela von Österreich, Erzherzogin von Österreich, Prinzessin von Bayern (1856–1932), vermählt mit Prinz Leopold von Bayern
Gisela-Stein-Straße, Berg am Laim
(2016) Gisela Stein (1934–2009), Schauspielerin, ab 1980 bei den Münchner Kammerspielen, ab 2001 beim Bayerischen Staatsschauspiel
Giselherstraße, Schwabing-West
(1925) Giselher, Sagengestalt aus dem Nibelungenlied
Gladiolenstraße, Blumenau
(1938) Gladiolen, Pflanzengattung aus deer Familie der Schwertliliengewächse
Glarusstraße, Fürstenried
(1962) Glarus, schweizerischer Kanton und Stadt
Glasenbartlstraße, Obermenzing
(1947) „Der Glasenbartl mit dem Stein“, eine lokale Obermenzinger Sagenfigur
Glasstraße, Feldmoching
(1959) Feldmochinger Fischerfamilie Glas
Glasunowstraße, Obermenzing
(1971) Alexander Konstantinowitsch Glasunow (1865–1936), russischer Komponist
Gleichmannstraße, Pasing
(1948) Bernhard Gleichmann (1869–1938), Ministerialdirektor, maßgeblich an der Elektrifizierung der Pasinger Bahnlinien beteiligt
Gleichplatz, Allach
(1945) Lorenz Gleich (1798–1865), bayerischer Militärarzt, Verfechter der Naturheilkunde
Gleichweg, Allach
(1945) siehe vorstehend
Gleimstraße, Englschalking
(1925) Johann Wilhelm Ludwig Gleim (1719–1803), Dichter, Literatur-Mäzen der Aufklärung
Gleißenbachstraße, Johanneskirchen
(1925) Gleißenbach, kleiner Bach im Gleißental, einem Trockental nahe Deisenhofen im Landkreis München
Gleißmüllerstraße, Moosach
(1955) Hans Gleißmüller (15. Jahrhundert), Glasmaler
Gleißnerstraße, Ramersdorf
(1962) Franz Gleißner (1761–1818), Hofmusiker, Komponist, Freund und Förderer Alois Senefelders, Verfasser eines Mozart-Verzeichnisses
Gleisweilerstraße, Obersendling
(1926) Gleisweiler, Gemeinde im Landkreis Südliche Weinstraße, bis 1946 zur bayerischen Pfalz gehörig
Gleiwitzer Straße, Daglfing
(1931) Gleiwitz, oberschlesische Großstadt, seit 1945 polnisch
Glockenbach am,
(1835)
Glockenbachgassse,
(1835)
Glockenbecherstraße, Hasenbergl
(1954) Glockenbecherkultur, Übergangszeit von der Jungsteinzeit zur Bronzezeit, etwa zwischen 2600 und 2000 vor Chr.
Glockenblumenstraße, Lerchenau
(1947) Glockenblumen, Pflanzengattung
Glockengießerweg, Forstenried
(1962) Glockengießer, alter Handwerksberuf
Glockenstrasse,
(1832)
Glötzleweg, Solln
(1947) Ludwig Glötzle (1847–1929), neuromanischer Kirchenmaler aus Immenstadt im Allgäu
Glogauer Platz, Moosach
(1924) niederschlesische Kreisstadt Groß-Glogau, seit 1945 polnisch
Glogauer Straße, Moosach
(1935) siehe vorstehend
Glücksburger Straße, Johanneskirchen
(1935) Glücksburg, Stadt östlich von Flensburg in Schleswig-Holstein
Glücksstrasse,
(1835)→Glückstraße
Glückstraße, Maxvorstadt
(um 1810) Glück, meist ein frommer Wunsch
Gluthstraße, Milbertshofen
(1924) Viktor Gluth (1852–1917), Komponist und Musikpädagoge an der Königlichen Akademie der Tonkunst in München, zu dessen Direktorium er ab 1912 gehörte
Glyzinenstraße, Lerchenau
(1938) Glyzinen, korrekt Glyzinien, Wisterien oder Blauregen benannte Pflanzengattung aus der Familie der Hülsenfrüchtler
Gmunderstraße,
(1918)
Gmunder Straße, Obersendling
(1901) Gmund am Tegernsee, Gemeinde im oberbayerischen Landkreis Miesbach
Gnadenthaler Straße, Forstenried
(1935) Gnadental, eine 1830 von schwäbischen Kolonisten besiedelte Gemeinde in der heutigen Ukraine
Gnadenwaldplatz, Gartenstadt Trudering
(1934) Gnadenwald kleine Tiroler Gemeinde in der Nähe von Hall in Tirol, vormals Kloster
Gneisenaustraße, Alt-Moosach
(1913) August Neidhardt von Gneisenau (1760–1831), preußischer Generalfeldmarschall und Heeresreformer in und nach den Befreiungskriegen gegen Napoleon
Gnesener Straße, Englschalking
(1930) Gnesen, Stadt in Polen, von 1793 bis 1920 zur preußischen Provinz Posen gehörig
Godesbergstraße,
(1918) 27. Stadtbezirk
Gögginger Straße, Berg am Laim
(1925) Göggingen, 1972 nach Augsburg eingemeindete Stadt
Gögglstraße, Moosach
(1915) ehemalige Maschinenfabrik Göggl & Sohn, Kessel- und Kupferschmiede
Göllheimer Straße, Pasing
(1956) Göllheim, Gemeinde im Donnersbergkreis in Rheinland-Pfalz
Gönnerstraße,
(1918) 17. Stadtbezirk
Görbelmoosstraße, Lochhausen
(1947) Görbelmoos, Naturschutzgebiet bei Gilching im Landkreis Starnberg
Goerdelerstraße, Lerchenau
(1955) Carl Friedrich Goerdeler (1884–1945), Jurist, Politiker, Widerstandskämpfer gegen den Nationalsozialismus, im Gefolge des missglückten Attentates vom 20. Juli 1944 zum Tode verurteilt und 1945 im Gefängnis Plötzensee hingerichtet
Görlitzer Straße, Alt-Moosach
(1924) Görlitz, Grenzstadt an der Oder, gegenüber der polnischen Stadt Zgorzelec
Görresstraße, Maxvorstadt
(1883) Johannes Joseph von Görres (1776–1848), katholischer Publizist und Professor für Geschichte an der Universität München
Görzer Straße, Ramersdorf
(1927) Görz, italienische Stadt an der Grenze zu Slowenien
Gößweinsteinplatz, Aubing
(1945) Gößweinstein, Marktgemeinde im oberfränkischen Landkreis Forchheim
Götheplatz,
→ Goetheplatz
Goetheplatz, Ludwigsvorstadt
(1865) Johann Wolfgang von Goethe (1749–1832), Dichter und Naturforscher
Göthestraße,
→ Goethestraße
Goethestraße, Ludwigsvorstadt
(1865) siehe vorstehend
Göttnerstraße, Feldmoching
(1947) Adolf Göttner (1911–1937), Alpinist, Mitglied des Alpenvereins, Sektion München, starb bei der Deutschen Nanga-Parbat-Expedition 1937
Götzstraße, Schwabing-West
(1913) Götz von Berlichingen (ca. 1480–1562), legendärer fränkischer Reichsritter, der dem Kaiser den nach ihm benannten „Gruß“ entbot
Gohrenstraße, Münchner Freiheit
(1961) Ludwig von Gohren (1749–1819), bayerischer Obersthofmarschall, erwarb 1802 das Gohrenschlössl. Er hatte 1799 die Gemäldesammlung in der bayerischen Pfalz rechtzeitig nach München verlagert, die sonst den Franzosen in die Hände gefallen wäre, dann aber den Grundstock für die Münchner Pinakothek bildete. (Siehe auch Marschallstraße.)
Goldachstraße,
1958 31. Stadtbezirk
Goldammerweg, Am Hart
(1993) Goldammer, Vogelart aus der Familie der Ammern
Goldbergstraße, Solln
(1947) Georg Goldberg (1830–1894), Kupferstecher. Zuvor hieß sie Hackländerstraße.
Golddistelanger, Am Hart
(2001) Golddistel, auch Kleine Eberwurz genannt, Pflanzenart aus der Familie der Korbblütler
Goldhoferstraße, Forstenried
(1962) Prosper Goldhofer (1709–1782), Astronom, Mathematiker und Augustiner-Chorherr, errichtete in Polling ein Observatorium und physikalische Kabinett
Goldlackplatz, Lerchenau
(1959) Goldlack, Pflanzenart aus der Familie der Kreuzblütler
Goldmarkstraße, Am Hart
(1947) Karl Goldmark (1830–1915), ungarisch-österreichischer Komponist, Musiklehrer und Geiger
Goldnesselweg, Moosach
(2002) Goldnessel, Pflanzenart aus der Familie der Lippenblütengewächse
Goldrautenweg, Neuharlaching
(1964) Goldruten, Pflanzenart aus der Familie der Korbblütler
Goldregenstraße, Großhadern
(1938) Goldregen, Pflanzengattung aus der Unterfamilie der Schmetterlingsblütler
Goldschaggbogen, Neuperlach
(1976) Edmund Goldschagg (1886–1971), Journalist und Verleger, Mitbegründer der Süddeutschen Zeitung
Goldschmiedplatz, Lerchenau
(1955) Goldschmied oder Goldsmits, Stifterfamilie aus dem 14. Jahrhundert
Gollierplatz, Schwanthalerhöhe
(1897) seit 1269 urkundlich erwähnte Patrizierfamilie Münchens
Gollierstraße, Schwanthalerhöheestend
(1878) siehe vorstehend
Golo-Mann-Weg, Freiham
(2017) Golo (Gottfried) Mann (1909–1994), Historiker und Publizist
Gondershauser Straße, Freimann
(1932) Gondershausen, Gemeinde im Rhein-Hunsrück-Kreis in Rheinland-Pfalz
Gondrellplatz, Blumenau
(1958) Adolf Gondrell (eigentlich Adolf Grell; 1902–1954). Münchner Conférencier, Film- und Bühnenschauspieler
Gorch-Fock-Straße, Waldtrudering
(1947) Gorch Fock (1880–1916), deutscher Schriftsteller, in der Schlacht am Skagerrak 1916 gefallen, Namensgeber für Segelschulschiffe der deutschen Marine
Goßwinstraße, Neupasing
(1959) Antonius Gosswin (1540–1597), franko-flämischer Komponist, Organist und Kapellmeister der Renaissance
Goteboldstraße, Lochhausen
(1947) Gotebold von Lochhausen, Edler, Teilnehmer an einem Kreuzzug des 12. Jahrhunderts, aus dem er nicht mehr zurückkehrte
Gotelindenstraße, Neuhausen
(1929) Gotelinde, Sagengestalt aus dem Nibelungenlied
Gotenstraße, Herzogpark
(1955) Goten, ostgermanisches Volk, ab dem 3. Jahrhundert nach Chr. mehrfach in kriegerischen Konflikten mit dem Römischen Reich, teilte sich auf in Ost- und Westgoten, letztere um 711 von den Mauren vernichtend geschlagen
Gothaer Weg, Alt-Moosach
(1989) Gotha, Stadt in Thüringen
Gottesackerweg,
(1876)
Gotteszeller Straße, Berg am Laim
(1925) Gotteszell, Gemeinde im niederbayerischen Landkreis Regen
Gottfried-Benn-Straße, Englschalking
(1983) Gottfried Benn (1886–1956), Arzt, Dichter und Essayist
Gottfried-Böhm-Ring, Sendling-Westpark
(1964) Gottfried von Böhm (1845–1926). Ministerialrat in München, Dichter und Geschichtsschreiber
Gottfried-Keller-Straße, Neupasing
(1938) Gottfried Keller (1819–1890), Schweizer Schriftsteller, Dichter und Politiker
Gottfried-Koelwel-Weg, Laim
(1965) Gottfried Kölwel (1889–1958), Lyriker, Dramatiker und Erzähler
Gottfriedstraße,
(1918)
Gotthardstraße, Laim
(1901) Joachim Gotthard, Jesuit, eine der Münchner Geiseln im Dreißigjährigen Krieg
Gotthelfstraße, Englschalking
(1925) Jeremias Gotthelf, eigentlich Albert Bitzius (1797–1854), Schweizer Schriftsteller
Gottschalkstraße, Gartenstadt Trudering
(1953) Johann Gottschalk (1871–1944), Truderinger Pfarrer
Gotzinger Platz, Sendling
(1904) Gotzing, Ortsteil von Weyarn; mehrere Gotzinger Bauern nahmen am Aufstand 1705 gegen Österreich teil und liegen vermutlich an der Alten Pfarrkirche Sending begraben
Gotzinger Straße, Sendling
(1904) siehe vorstehend
Gotzmannstraße, Alt-Aubing
(1942) Michael Gotzmann (1481–1570), Pfarrer in Aubing, wo er auch geboren wurde
Goyastraße, Solln
(1961) Francisco de Goya (1746–1828), spanischer Maler
Gozbertstraße, Giesing
(1906) Gozbert (?–1001), Abt des Klosters Tegernsee ab 982
Grabbeweg, Sendling-Westpark
(1978) Christian Dietrich Grabbe (1801–1836), Dramatiker des Vormärz
Graben am,
(1835)
Grabenfleckstraße, Altaubing
(1942) Flurname
Grabenstraße, Altaubing
(1942) Flurname
Grabmannstraße, Forstenried
(1956) Martin Grabmann (1875–1949), Theologe, Dogmatiker, Philosoph, Historiker
Gräfelfinger Straße, Neuhadern
(1947) Gräfelfing Gemeinde im Landkreis München, unmittelbar am Stadtrand von München
Gräfstraße, Pasing
(1938) Ferdinand Gräf (1848–1913), Konditormeister, Baumeister der Pasinger Siedlungen, Erfinder eines Bügelverschlusses von Limonadenflaschen
Grafenwinkel,
(1876) nordwestlich von der Wolfgangstraße, 14er Stadtbezirk
Grafinger Straße, Berg am Laim
(1924) Grafing, Gemeinde im Landkreis Ebersberg
Graf-Konrad-Straße, Milbertshofen
(1913) Konrad I. von Valley, Graf, vermachte dem Kloster Schäftlarn Grundbesitz
Graf-Lehndorff-Straße, Alt-Riem
(1937) Georg Graf von Lehndorff (1833–1914), Oberlandstallmeister, Rennpferdezüchter
Graf-Ottenburg-Straße, Kirchtrudering
(1932) Ernst Graf von Grogling-Ottenburg (??), im Mittelalter Grundherr in Trudering
Grafrather Straße, Altaubing
(1945) Grafrath, Gemeinde im Landkreis Fürstenfeldbruck
Graf-Spee-Platz, Waldtrudering
. (1947) Maximilian von Spee (1861–1914), Vice-Admiral im Ersten Weltkrieg, fiel mit seinen zwei Söhnen in einem Seegefecht bei den Falklandinseln
Graf-zu-Castell-Straße, Messestadt Riem
(1998) Wulf-Diether Graf zu Castell-Rüdenhausen (1905–1980), Flugkapitän, ab 1949 bis 1972 Direktor des Münchner Flughafens Riem
Grahn Youngstraße,
(1918) nun Lucile-Grahn-Straße
Grainauer Weg, Sendling-Westpark
(1966) Grainau, Gemeinde im Landkreis Garmisch-Partenkirchen am Fuße der Zugspitze
Gralstraße, Gartenstadt Bogenhausen-Priel
(1933) Der Heilige Gral, eine Legende aus der Artus-Sage
Grammstraße, Schwabing-Freimann
(1904) Karl Gramm (1805–1900), Jurist, Appellationsgerichtsrat
Granatstraße, Feldmoching
(1952) Granat, Edelstein
Grandauerstraße, Allach-Untermenzing
(1947) Bernhard Michael von Grandauer (1776–1838), Jurist und Regierungsbeamter, Kabinettsekretär von König Ludwig I. von Bayern
Grandlstraße, Obermenzing
(1938) Grandl, alteingesessenes Menzinger Geschlecht
Grasbrunner Straße, Messestadt Riem
(2013) Grasbrunn, Gemeinde im Landkreis München
Grasgartenweg, Lochhausen
(1978) Flurname
Grashofstraße, Feldmoching
(1947) Flurname
Graslilienanger, Am Hart
(2001) Graslilien, Pflanzengattung aus der Familie der Spargelgewächse
Grasmeierstraße, Freimann (westlich), Schwabing (östlich)
(1931) ehemaliger Grasmeierhof
Grasmückenweg, Am Hart
(1936) Grasmücken, Gattung von Singvögeln
Grasrainweg, Freimann
(1950) Flurname
Graßdorferweg, Waldtrudering
(1936) Flurname

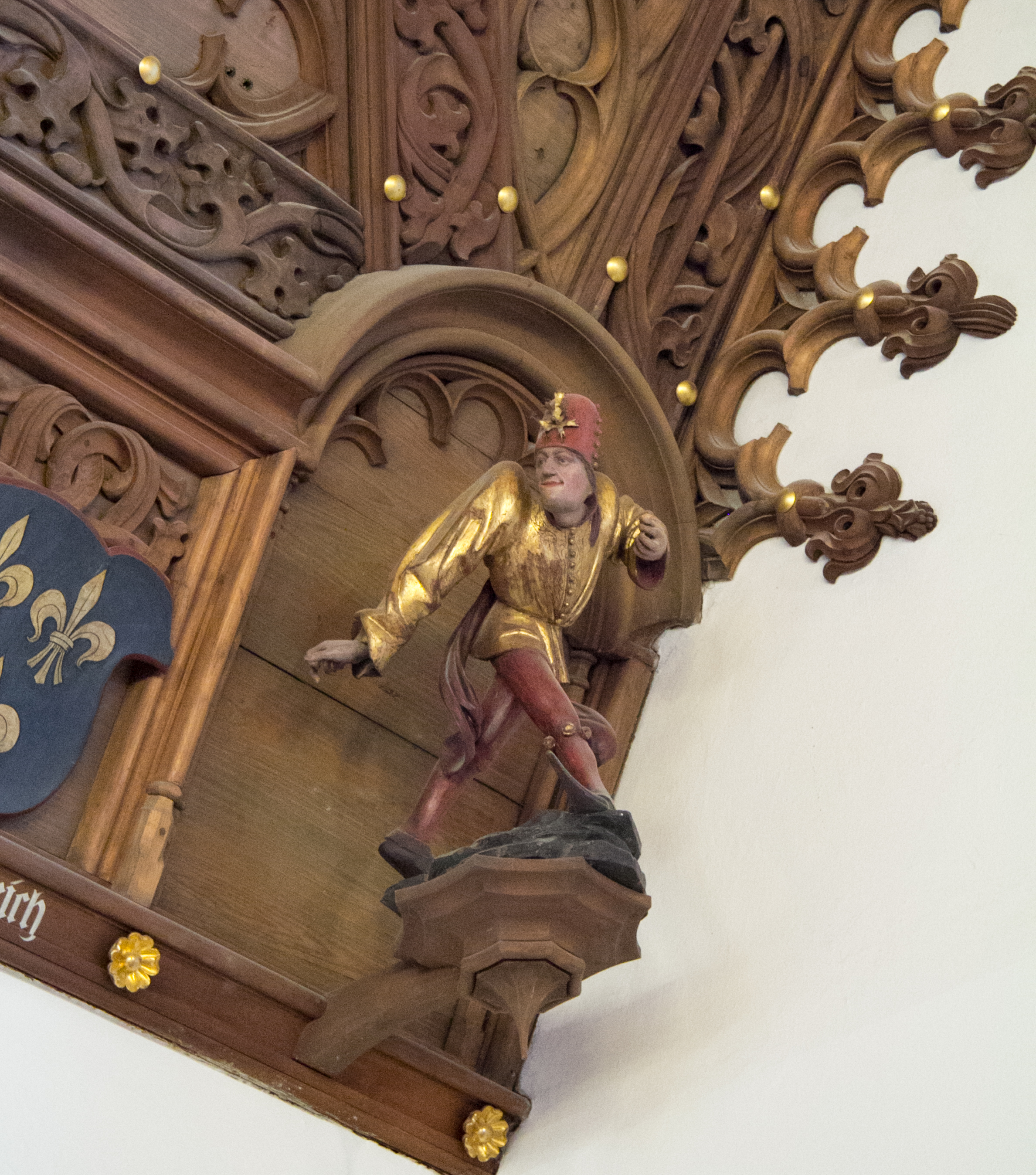
Moriskentänzer

Grasserstraße, Ludwigsvorstadt, Schwanthalerhöhe
(1878) Erasmus Grasser (ca. 1450–1518), Bildhauer, die „Moriskentänzer“ im Alten Rathaus sollen die Kopien von ihm geschaffener Figuren sein
Graßlfinger Straße, Altaubing
(1959) Graßlfing, Ortsteil der Stadt Olching im Landkreis Fürstenfeldbruck
Grasstraße obere,
(1876)
Grasstraße untere,
(1876)
Graswanger Straße, Sendling-Westpark
(1922) Graswang, Ortsteil der Gemeinde Ettal im Landkreis Garmisch-Partenkirchen
Grasweg, Sendling-Westpark
(?) alter Feldweg
Gratlspitzstraße, Berg am Laim
(1932) Gratlspitze, 1899 m hoher Berg in den Kitzbüheler Alpen
Graubündener Straße, Fürstenried
(1960) Graubünden, schweizerischer Kanton
Graudenzer Straße, Englschalking
(1930) Grudziądz, ehemals Graudenz, Stadt in Masowien, seit 1945 polnisch
Grauertstraße, Harlaching
(1959) Hermann von Grauert (1850–1924), deutscher Historiker, Professor an der Ludwig-Maximilians-Universität München
Gravelottestraße, Haidhausen
(1901) Gravelotte, lothringische Gemeinde im Département Moselle, bekannt durch die Schlacht bei Gravelotte im Jahre 1870
Gregor-Mendel-Straße, Am Hart
(1934) Gregor Mendel (1822–1884), mährisch-österreichischer Abt der Brünner Augustiner-Abtei St. Thomas, Entdecker der Mendelschen Regeln der Vererbung
Greifensteinstraße, Harlaching
(1933) Burg Greifenstein, Burgruine bei Terlan/Südtirol
Greineckerstraße, Thalkirchen, Sendling
(1958) Frater Sebaldus Greinecker (auch: Greinögger) war ab 1731 der erste geprüfte Lehrer in Thalkirchen. Die Nordseite der Straße gehört zu Sendling, die Südseite zu Thalkirchen.
Greinerberg, Thalkirchen
(1951) Thomas Greiner, Fabrikant von Glasinstrumenten; er trat 1897 Grundstücke an die Stadt München ab, um den Bau dieser Straße zu ermöglichen.
Greinzstraße, Obermenzing
(1947) Rudolf Greinz (1886–1942), Tiroler Schriftsteller und Mundartdichter
Greithweg, Obermenzing
(1980) Carl Greith (1828–1887), Schweizer Komponist und Kirchenmusiker
Grellstraße, Englschalking
(1934) Friedrich Grell (1833–1914), Schulinspektor, Direktor der Zentralsingschule München
Grenzstraße, Giesing
(1930) Flurname
Gret-Palucca-Weg, Altaubing
(2014) Gret Palucca (1902–1993), in München gebürtige Tänzerin und Tanzpädagogin
Grete-Mosheim-Straße, Arnulfpark-Maxvorstadt
(2004) Grete Mosheim (1905–1986), deutsch-jüdische Schauspielerin, emigrierte 1933
Grete-Weil-Straße, Aubing-Lochhausen-Langwied
(2019) Grete Weil (1906–1999), Schriftstellerin, Widerstandskämpferin gegen den Nationalsozialismus
Griechenplatz, Harlaching
(1929) zum Gedenken an den ersten griechischen König der Neuzeit, Otto von Wittelsbach, der 1835–1862 regierte
Griechenstraße, Harlaching
(1910) siehe vorstehend
Griegstraße, Milbertshofen
(1924) Edvard Grieg (1843–1907), norwegischer Pianist und Komponist der Romantik
Gries am,
(1835)
Grieserstraße, Lerchenau
(1957) Andreas Grieser (1868–1955), Jurist, Staatsanwalt, Politiker, 1918–1920 Erster Bürgermeister von Würzburg
Griesfeldstraße, Englschalking
(um 1860) Flurname
Grillparzerstraße, Haidhausen
(1906) Franz Grillparzer (1791–1872), österreichischer Schriftsteller und Dramatiker
Grimmeisenstraße, Johanneskirchen
(1988) Grimmeisen, Ziegeleibesitzer-Familie um 1950 bis 1922. Nach dem Abriss der Fabrik wurde auf dem freigewordenen Gelände die Siedlung „Gartenstadt Bogenhausen-Priel“ errichtet
Grimmelshausenstraße, Parkstadt
(1925) Hans Jakob Christoffel von Grimmelshausen (um 1622–1676), Schriftsteller, Verfasser des „Simplicissimus Teutsch“, das die Zeit des Dreißigjährigen Krieges schildert
Grimmstraße, Ludwigsvorstadt
(1902) Jacob Grimm (1785–1863), Sprach- und Literaturwissenschaftler, Verfasser eines Deutschen Wörterbuchs, Teilnehmer an der Frankfurter Nationalversammlung 1848
Gröbenstraße, Englschalking
(1935) Otto Friedrich von der Groeben (1657–1728), Forschungsreisender und Kolonialoffizier aus Brandenburg-Preußen
Gröbenzeller Straße, Moosach
(1935) Gröbenzell, Gemeinde im oberbayerischen Landkreis Fürstenfeldbruck
Grödner Straße, Untergiesing
(1959) Gröden, italienisch Val Gardena, Südtiroler Dolomitental mit drei Gemeinden, die größte davon St. Ulrich
Groffstraße, Nymphenburg
(1904) Guillielmus de Grof (1676–1742), Bildhauer aus Flandern, ab 1714 Hofbildhauer in München
Grohmannstraße, Lerchenau
(1960) Paul Grohmann (1838–1908), Wiener Alpinist, Mitbegründer des Österreichischen Alpenvereins
Grohplatz, Freimann
(1931) Heinrich Groh (1847–1922), Landesökonomierat, der sich um Freimann sehr verdient gemacht hat
Gronsdorfer Straße, Berg am Laim
(1920) Gronsdorf, Ortsteil der Gemeinde Haar im Landkreis München
Groschenweg, Gartenstadt Trudering
(1933) Groschen, eine seit dem Mittelalter in vielen Ländern verbreitete Kurantmünze
Grosjeanstraße, Herzogpark
(1908) Melchior und Josepha Grosjean riefen 1903 eine noch heute existierende Münchner Wohltätigkeitsstiftung ins Leben
Großbeerenstraße, Moosach
(1913) Großbeeren, eine brandenburgische Gemeinde an der südlichen Stadtgrenze von Berlin, bekannt durch eine Schlacht 1813 gegen napoleonische Truppen, die Berlin erobern wollten
Großfriedrichsburger Straße, Waldtrudering
(1939) Groß Friedrichsburg, kurzzeitige kurbrandenburgische Kolonie im heutigen Ghana, die 1717 an die Niederländisch-Westindische Compagnie verkauft wurde
Großgmainer Straße, Berg am Laim - aufgehoben -
(1927?) Großgmain, Gemeinde im Salzburger Land, gegenüber Bayerisch Gmain, unweit Bad Reichenhall
Großhaderner Straße, Neuhadern
(1947) Großhadern, Stadtteil von München
Großhesseloherstraße,
(1918) 24. Stadtbezirk
Großhesseloher Straße, Thalkirchen
(vor 1890) Großhesselohe, Ortsteil der Gemeinde Pullach im Isartal im Landkreis München
Großlappen, Schwabing-Freimann
(?) Edelsitz Louppen
Groß-Nabas-Straße, Waldtrudering
(1933) Groß-Nabas, Ort in der ehemaligen deutschen Kolonie Südwestafrika, jetzt Namibia, wo sich 1905 eine bayerische Kompanie an Kämpfen gegen aufständische Witboi-Hottentotten beteiligte
Großvenedigerstraße, Berg am Laim
(1920) Großvenediger, Hauptgipfel (3657 m) der Venedigergruppe im österreichischen Osttirol
Grotiusweg, Südgiesing
(1975) Hugo Grotius, auch Hugo de Groot (1583–1645), niederländischer Theologe und Philosoph
Grovestraße, Allach-Untermenzing
(1947) Otto von Grove (1836–1919), Eisenbahn-Maschinenbau-Ingenieur und ab ca. 1900 Hochschullehrer in München
Grube an der, Schwabing
(1835) nun Trautenwolfstraße
Grube in der, Haidhausen
(1876)
Grubenstraße
(1876)
Grünbauerstraße, Solln
(1947) Josef Grünbauer (1846–1930), Sollner Lehrer und Konzertveranstalter; zuvor hieß sie Johannesstraße.
Grünecker Straße, Alte Heide-Hirschau
(1962) Grüneck, Ortsteil von Neufahrn bei Freising
Grüner Markt, Berg am Laim
(2015) benannt nach dem auf diesem Platz regelmäßig abgehaltenen „Grünen Markt“.
Grünfinkenweg, Am Hart
(1977) Grünfink oder Grünling, aus der Unterfamilie der Stieglitzartigen
Grünspechtstraße, Allach-Untermenzing
(1947) Grünspecht, auch Grasspecht oder Erdspecht genannt, aus der Vogelart der Spechte
Grünstadter Platz, Ramersdorf
(1930) Grünstadt, Stadt im Landkreis Bad Dürkheim, bis 1946 zur Bayerischen Pfalz gehörig, jetzt Rheinland-Pfalz
Grünstraße, Mittersendling
(1927) Anastasius Grün, eigentlich Anton Alexander Graf von Auersperg (1806–1876), Politiker und Lyriker aus der heute slowenischen Kraina, 1848 Abgeordneter zur Frankfurter Nationalversammlung
Grüntal, Herzogpark
(1913) Grüntal, so genannt nach dem grünen Tal des Brunnbachs, dem Heilkräfte nachgesagt wurden
Grüntenstraße, Sendling-Westpark
(1921) Grünten, 1738 m hoher Bergrücken der Allgäuer Alpen im Landkreis Oberallgäu
Grünwalderplatz,
(1918) 18. Stadtbezirk
Grünwalder Straße, Harlaching
(1900) Grünwald, Gemeinde südlich von München, an der Isar, 1288 erstmals urkundlich erwähnt als Groinwalde
Grünwedelstraße, Allach-Untermenzing
(1959) Albert Grünwedel (1856–1935), aus München stammender Indologe, Tibetologe und Archäologe
Grütznerstraße, Haidhausen, vormals Praterstraße
(1917) Eduard von Grützner (1846–1925), in Schlesien gebürtiger, seit 1864 in München ansässiger Genremaler
Gruftgasse, (1835)
Gruftstraße,
(1876)
Gruithuisenstraße, Allach
(1947) Franz von Paula Gruithuisen (1774–1852), Arzt, Astronom, Naturforscher, Professor für Anatomie und Physiologie in München
Grundelstraße, Trudering
(1957) Grundeln, eine Fischfamilie aus der Gruppe der Knochenfische
Grusonstraße, Freimann
(1939) Hermann Gruson (1821–1895), aus Magdeburg gebürtiger Ingenieur, Erfinder und Unternehmer
Guardinistraße, Neuhadern
(1972) Romano Guardini (1885–1968), aus Verona gebürtig, in Deutschland aufgewachsen, katholischer Religionsphilosoph und Theologieprofessor, ab 1946 in München
Gubestraße, Moosach
(1947) Max Gube (1849–1904), Hofgraveur, Medailleur in München
Guddenstraße, Milbertshofen
(1927) Bernhard von Gudden (1824–1886), Psychiater, ab 1873 Professor in München, 1875 geadelt
Gudrunstraße, Neuhausen
(1900) Gudrun, germanische Sagengestalt, verherrlicht in der Gudrunsage, einem mittelhochdeutschen Heldenepos
Güllstraße, Ludwigsvorstadt-Isarvorstadt
(1887) Friedrich Güll (1812–1879), in Ansbach gebürtiger Dichter und Verfasser von Kinderliedern
Gümbelstraße, Neuhausen
(1899) Carl Wilhelm von Gümbel (1823–1898), aus der Bayerischen Pfalz stammender Geologe, 1863 zum Honorar-Professor für Geologie und Markscheidekunst an der Universität München ernannt
Günderodestraße, Waldtrudering
(1931) Karoline von Günderrode (1780–1806), deutsche Dichterin der Romantik
Gündinger Straße, Lochhausen
(1952) Günding, Ortsteil der Gemeinde Bergkirchen im Landkreis Dachau
Günter-Eich-Straße, Englschalking
(1985) Günter Eich (1907–1972) deutscher Hörspielautor und Lyriker
Günzburger Platz, Moosach
(1935) Günzburg, Große Kreisstadt in schwäbischen Landkreis Günzburg
Günzburger Straße, Moosach
(1925) siehe vorstehend
Guerickestraße, Alte Heide-Hirschau
(1925) Otto von Guericke (1602–1686), Politiker, Jurist, Physiker und Erfinder, gebürtig in Magdeburg
Güßfeldtweg, Sendling-Westpark
(1935) Paul Güßfeldt (1840–1920), Geograph, Forschungsreisender und Alpinist
Guffertstraße, Berg am Laim
(1920) Guffert, 2194 m hoher Kalkstock im Rofangebirge/Tirol
Gufidauner Straße, Untergiesing-Harlaching
(1927) Gufidaun, ein zur Gemeinde Klausen in Südtirol gehöriges Dorf über dem linken Eisackufer
Guido-Schneble-Straße, Laim
(1962) Guido Schneble (1887–1959), Mitglied und Vorsitzender des Bezirksausschusses Laim
Guido-Westerwelle-Platz, Schwabing-Freimann
(2021) Guido Westerwelle (1961–2016), Jurist und Politiker
Gulbranssonstraße, Parkstadt Solln
(1964) Olaf Gulbransson (1873–1958), norwegischer Maler, bekannt vor allem als Karikaturist des Simplicissimus
Guldeinstraße, Schwanthalerhöhe
(1893) Guldein, ein altes Münchner Geschlecht, schon 1239 im Rat zu München vertreten
Gumbinnenstraße, Englschalking
(1966) Gumbinnen, Stadt im ehemaligen Ostpreußen, heute zu Russland gehörig
Gumppenbergstraße, Herzogpark
(1908) Gumppenberg, altes bayerisches Adelsgeschlecht
Gundelindenstraße, Schwabing
(1897) Gundelinde von Bayern (1891–1983), Tochter König Ludwigs III. von Bayern
Gundelkoferstraße, Am Hart
(1937) Gundelkofer, Münchner Handwerkerfamilie
Gundermannstraße, Hasenbergl
(1947) Gundermann, eine in der Landwirtschaft und im Garten wenig geschätzte Pflanze aus der Familie der Lippenblütler, früher dagegen als Gewürz- und Arzneipflanze sehr geschätzt
Gunezrainerstraße, Schwabing
(1898) Johann Baptist Gunetzrhainer (1692–1763), Hofbaumeister im Kurfürstentum Bayern
Gunta-Stölzl-Straße, Alte Heide-Hirschau
(2001) Gunta Stölzl (1897–1983), Weberin und Textildesignerin, erste Meisterin am Bauhaus
Günter-Behnisch-Straße, Schwabing-West
(2019) Günter Behnisch (1922–2010), deutscher Architekt und Professor für Architektur
Guntherstraße, Nymphenburg
(1899) Gundahar oder Gunther (?–436), König der Burgunden, im Kampf gegen die Hunnen getötet, verherrlicht in der Nibelungensage
Gunzenlehstraße, Laim
(1914) Gunzenleh, ehemalige Burg der Welfen in Mering bei Augsburg, die ihrerseits nach dem in der Schlacht auf dem Lechfeld gegen die Ungarn 955 gefallenen Frankenherzog Konrad, Kunz oder Gunz benannt
Gurnemanzstraße, Herzogpark
(1934) Gurnemanz, Sagenfürst im Versroman „Parzival“, hat Parzival in der Kriegskunst und in ritterlicher Lebensführung unterrichtet
Gustav-Adolf-Straße, Pasing-Obermenzing
(1938) Gustav Adolf (1594–1632), berühmter schwedischer König
Gustav-Freytag-Straße, Herzogpark
(1914) Gustav Freytag (1816–1895), deutscher Schriftsteller, Kulturhistoriker und Dramatiker
Gustav-Heinemann-Ring, Neuperlach
(1985) Gustav Heinemann (1899–1976), von 1969 bis 1974 deutscher Bundespräsident
Gustav-Landauer-Bogen, Schwabing-West
(2002) Gustav Landauer (1870–1919), sozialistischer Schriftsteller und Anarchist, von Freikorps-Soldaten in der Haftanstalt München-Stadelheim ermordet
Gustav-Lindner-Weg, Gartenstadt Trudering
(1954) Gustav Lindner (1878–1952), Buchdruckereibesitzer
Gustav-Mahler-Straße, Freimann
(1985) Gustav Mahler (1860–1911), österreichischer Komponist, Operndirektor und Dirigent
Gustav-Meyrink-Straße, Obermenzing
(1947) Gustav Meyrink (1868–1932). österreichischer Schriftsteller und Übersetzer
Gustav-Otto-Bogen, Allach-Untermenzing
(1984) Gustav Otto (1883–1926), Flugzeugbauer, baute Doppeldecker
Gustav-Rau-Straße, Trudering-Riem (Privatstraße)
(1972) Gustav Rau (1880–1954), Hippologe
Gustav-Schiefer-Straße, Lerchenau
(1963) Gustav Schiefer (1876–1956), Gewerkschaftsführer und SPD-Stadtrat, Mitglied des Bayerischen Senats
Gustav-Schwab-Straße, Berg am Laim
(1925) Gustav Schwab (1792–1850), schwäbischer Pfarrer und Schriftsteller, Verfasser der Sagen des klassischen Altertums und von Jugendliteratur
Gustl-Bayrhammer-Straße, Freiham
(2017) Gustl Bayrhammer (1922–1993), Volks- und Filmschauspieler, sehr bekannt auch aus der Kinderserie Meister Eder und sein Pumuckl
Gustl-Waldau-Steig, Herzogpark
(1956) Gustav Waldau (1871–1958), Theater- und Filmschauspieler
Gutenbergstraße, Nymphenburg
(1904) Johannes Gutenberg, eigentlich Johannes Gensfleisch (ca. 1400–1468), Erfinder des Buchdrucks mittels beweglicher Metall-Lettern
Gutmannstraße, Lerchenau
(1955) Karl Gutmann (1859–1934), Münchner Oberlehrer und Schriftsteller
Guttenbrunner Weg, Trudering
(1972) Guttenbrunn, Gemeinde im Banat/Rumänien, ab 1724 von Deutschen besiedelt, heute Zăbrani
Gutzkowstraße, Laim
(1925) Karl Gutzkow (1811–1878), deutscher Schriftsteller, Dramatiker und Journalist
Gysisstraße, Obersendling
(1932) Nikolaus Gysis (1842–1901), griechischer Genre- und Monumentalmaler, ab 1854 in München wohnhaft
Gyßlingstraße, Alte Heide-Hirschau
(1905) Walter Gyßling (1836–1903), Professor, Gründungsmitglied des Deutschen Museums